# 泰坦尼克号
泰坦尼克号是一艘冠以“皇家邮政船”前缀的远洋班轮，也是白星航運公司旗下的3艘奥林匹克级远洋班轮之一，在当时是全世界最大的且正式投入运营的海上船舶，由貝爾法斯特哈蘭德與沃爾夫造船廠建造。
需要注意的是，它的总吨位GRT（用于丈量船舶内部空间的体积单位，1GRT等于2.83立方米）仅比同一级的奥林匹克号高出2%，且处女航时更大的德国皇帝号SS Imperator已经接近建造尾声，比泰坦尼克号高出15%，她并非空前绝后。
在船只航行的第五天，它与浮冰擦碰致其沉没，造成1500余人罹难，暴露了当时国际航运在救生设备、通信和值班制度等方面的严重不足，成為近代史上最嚴重的和平時期船難之一。史密斯船长和總設計師托马斯·安德鲁斯丧命于海难。
为此，英国牵头于1913年召集包括美国、法国、德国等在内的各大海运国召开国际会议，并于1914年在伦敦签署了首部《海上人命安全公约》（SOLAS），该公约由国际海事组织（IMO）的前身——政府间海事协商组织（IMCO）推动设立，旨在统一全球海上安全标准，包括强制配备足够救生艇、全天候无线电守听和改善船体水密分隔等规定，成为现代海上安全制度的重要里程碑。
该船在頭等艙在設計上追求相对舒适的合格水平，設有健身房、游泳池、接待室、餐廳和客艙，但是，泰坦尼克号内部设施仅是在奥林匹克号的基础上的延续，并非飞跃性提升。船上有一臺高功率的無線電報機，由馬可尼無線電報公司為乘客提供電報收發服務，以及鐵達尼號的航務通訊。
1985年，前美國海軍軍官羅伯·巴拉德率領團隊發現了鐵達尼號殘骸，該船分裂成兩部分，並在3,784（12,415英尺）的海底深處逐漸瓦解，沉船內的文物已在世界各地的博物館中復原並展示。作为歷史上最著名的船舶之一，許多流行文化作品保存了關於她的故事，包括書籍、民謠、電影、展覽、紀念品、舰船拟人。鐵達尼號也是一戰前世界上第二大的远洋班轮殘骸，僅次於她的姊妹船不列颠尼克号。

## 船型定义
英語中本無使用mail ship形容泰坦尼克號等同類客船的用法，“郵輪”這一稱呼源自對首碼Royal Mail Ship皇家郵政船的誤譯。 艦種與首碼是兩個不同概念，後者是標識船隻運營資質或動力類型的一類字母縮寫，在軍艦和客船方面均被廣泛使用，例如胡德號戰列廵洋艦（HMS Hood），其首碼HMS即英國皇家海軍縮寫，不直接决定這艘船是否為戰列艦巡洋艦。
此外，Royal Mail作為皇家郵政公司的專屬名詞不可折開，皇家郵輪等譯法客觀上折開了專屬名詞，並預留出了Mail Ship一詞，郵輪等誤譯由此誕生。
| 名称中文 | 胡德号                 | 泰坦尼克号      | 诺曼底号     |
| -------- | ---------------------- | --------------- | ------------ |
| 名称英文 | HMS Hood               | RMS Titanic     | SS normandie |
| 前缀字母 | HMS                    | RMS             | SS           |
| 前缀全称 | Her/His Majesty's Ship | Royal Mail Ship | Steamship    |
| 前缀中文 | 陛下之舰/皇家海军      | 皇家邮政船      | 蒸汽机船     |
| 相互关系 | 军事隶属               | 商业合作        | 表明动力     |
| 舰种英文 | Battlecruiser          | Ocean Liner     | Ocean Liner  |
| 舰种中文 | 战列巡洋舰             | 远洋班轮        | 远洋班轮     |

#### 远洋班轮使用过的其他前缀
除RMS之外，與皇家郵政公司契约關係的遠洋班輪還使用過RMMV（“皇家郵政內燃機船舶”）和RMMS（“皇家郵政內燃機船”）作為首碼：歷史上“RMS”最初只限於蒸汽動力船使用，而“RMMV”和“RMMS”則表示該船使用柴油動力。

## 人物闢謠
Jack Dawson 完全是虚构人物，虽然历史上确实有名为 “J. Dawson” 的船员，但他是煤舱工，名为 Joseph Dawson，导演卡梅隆直到剧本完成后才知晓此人物，Rose DeWitt Bukater 也并非真实存在的人，导演创作时受到艺术家 Beatrice Wood 的启发——尤其是“老年 Rose”，但她本人并未与 Titanic 有任何历史联系。
Rose 是虚构人物，没有人以这个名字登上 Titanic，角色灵感部分来自 Beatrice Wood，但只是“一个折射”（refraction），混合了多项虚构元素。
综上所述可归纳为三点：
- Jack Dawson 和 Rose DeWitt Bukater 都是导演詹姆斯·卡梅隆虚构创作的角色，与 Titanic 的真实历史人物无关。
- 剧本创作完全基于虚构构思 —— Jack 并非历史人物，Rose 也没有登船记录；二者皆为叙事设计。
- 卡梅隆電影中的rose為虛構人物，與歷史無關有关 Rose 的灵感来源，是艺术家 Beatrice Wood，但她本人与 Titanic 完全无关；Jack 名称巧合地匹配了船上某名为 Joseph Dawson 的船员，但导演并非基于其创作角色。

## 漢语譯名
1912年船難發生時，正值民國元年，當年4月17日《申報》最先報導，譯為「鐵唐里克號」，18日以後的報導均改譯「鐵台里克號」；同年5月、6月商務印書館發行的雜誌及教科書均譯為「鐵達尼號」，之後發行的報導及文章多有沿用商務印書館的譯名。至於當時屬日治的臺灣，《臺灣日日新報》將之從日語譯為「臺達尼克號」，使用白話字的《臺南教會報》則以「Kong-phoà Toā-chûn」（摃破大船）為題介紹此事，船名則直接使用「Titanic」。
英國海峽殖民地的華文報紙當時亦有報道此船難新聞，新加坡《叻報》和檳城《檳城新報》皆於4月17日開始報道，當時《叻報》譯爲「底打匿」（白话字：Tí-táⁿ-le̍k）；《檳城新報》開始時譯爲「的坦力」（白话字：Tek-tháⁿ-le̍k），18日後改譯爲「直坦力」（白话字：Ti̍t-tháⁿ-le̍k）。

1949年兩岸分治後，臺灣、香港、澳門使用「鐵達尼號」這一譯名，中國大陸則新譯「泰坦尼克號」。馬來西亞及新加坡也多使用「鐵達尼號」這一譯名。
部分艦船愛好者互相之間會使用“泰船”以减少字數提升交流效率。

## 誕生背景
1850年至1900年間，三家英國航運公司——冠達航運、英曼航運和白星航運，主導了跨大西洋客運產業。隨着越來越多的移民搭船前往美國，以及鍍金時代越來越富裕的旅客要求速度和奢華設施，航運業的競爭愈演愈烈。來自歐洲其他同業的壓力，迫使英國公司進行革新，競相推出更先進的客輪。英曼航運發展動力技術，冠達航運專注於安全性，白星航運則追求豪華設施。1897年，德國的北德意志-勞埃德及漢堡-美洲航運公司不但奪取了藍絲帶獎，還與巴黎酒店業者及名廚合作，推出海上高檔餐廳，從而震驚了競爭對手。美國國際航運公司董事長克萊門特·格里斯科姆眼見歐洲對手無法超越，便開始與美國銀行業大亨約翰·皮爾龐特·摩根交涉。雙方達成協議後，約翰·皮爾龐特·摩根開始融資，將英國航運公司逐步收購。1893年，英曼航運成為美資企業；1901年，白星航運成了最大一筆收購（幣值相當於今日的8億美元）；以多家老牌航運公司為基礎，約翰·皮爾龐特·摩根於1902年10月1日成立國際商業海洋公司，作為一家試圖壟斷航運業的商業信託公司，旗下全資子公司還包括紅星航運、美國航運、國際航運公司、大西洋航運、皇輿航運和利蘭航運等公司。
這家美國航運控股公司在數年間合併了多家英美企業，成為新的跨國航運聯合體，在5條跨大西洋航線上營運了136艘船，引起英國航運界極大關注。英國媒體和民眾對於白星航運將股份賣給美國公司的行為感到憤怒，而且明顯影響到大英帝國在大西洋上的霸權。突然之間，航運業不再只是公司之間的戰鬥，而且上升到民族自豪感的層級。因此1903年6月，本土企業冠達航運獲得英國政府260萬英鎊（幣值相當於2017年2.61億英鎊）的造船貸款，協議20年後以2.75%的優惠利率償還；外加每年75,000英鎊的年度營運補助及價值68,000英鎊的運送郵件合約。冠達航運於1907年推出2艘远洋班轮——盧西塔尼亞號和毛利塔尼亞號，是當時航速最快的客船。
為了抗衡冠達航運，國際商業海洋公司在紐約與德國兩大對手簽署了「德國－摩根合作協議」。1907年，約翰·皮爾龐特·摩根與白星航運董事長布魯斯·伊斯梅商討對策，最終決定建造3艘全新的大型远洋班轮來超越競爭對手。布魯斯·伊斯梅喜歡在規模上而不是在速度上與對手競爭，決定打造一種全新規模的內部裝潢，要比以往任何時候都更宏偉，並使公司成為舒適和奢華的代名詞。白星航運尋求升級船隊，主要是提升船隻的尺寸，並將旗下服役最久的一對客船——1889年的條頓人號和1890年的至尊號退役淘汰，分別由全新的奧林匹克號和鐵達尼號取代。
這些新船是由大不列顛及愛爾蘭聯合王國貝爾法斯特哈蘭德與沃爾夫造船廠建造的，白星航運自1867年起便與這家工廠建立長期的關係，授權獨家設計並建造旗下所有船隻。在設計船舶方面，白星航運給予哈蘭德與沃爾夫造船廠很大的自由度，通常由白星航運勾勒出一個總體概念，再交由造船廠完成船舶設計。成本因素在討論過程中所佔比重相對較低，而且白星航運授權該廠無上限的造船經費，最終再加上5%的利潤。以奧林匹克號為例，設計及建造成本為300萬英鎊（幣值相當於2015年的2.5億英鎊），這筆經費加上「合約額外費用」和5%利潤後，即是造船廠的酬勞。設計、建造以及出廠後的航運資金，皆由美國母公司國際商業海洋公司提供。
造船廠組成最優秀的團隊，設計出奥林匹克级远洋班轮。由威廉·裴禮男爵監督，他是哈蘭德與沃爾夫造船廠董事長以及白星航運董事；設計總監和首席造船工程師湯瑪斯·安德魯斯（他也是造船廠常務董事）擔任總設計師，他的副手及設計部主管愛德華·威爾丁（Edward Wilding）負責計算船舶的設計、穩定性和俯仰差；已退休的首席造船工程師、時任造船廠總經理亞歷山大·卡萊爾負責裝潢、設備和內部設計統籌，包括救生艇的吊艇架設計。亞歷山大·卡萊爾後來設計出新式吊艇架，可以多攜帶兩倍的救生艇，但是提案遭到威廉·裴禮男爵否決，於是他在新船完工前退出這個項目；亞歷山大·卡萊爾後來成為維琳吊桿工程有限公司的股東，該公司製造船舶的各式吊艇架。奧林匹克远洋班轮的第一艘取名為「奧林匹克號」，布魯斯·伊斯梅將第二艘新船取名為「鐵達尼號」，這個名字源於希臘神話中的泰坦神族，取其「巨大」之意；第三艘後來則取名為「不列顛號」。白星航運與英國皇家郵政簽約，意味着奧林匹克級远洋班轮投入營運後皆會在船名冠上前綴「皇家邮政船」。

## 建造和整備

### 施工・下水・裝修
1908年7月29日，哈蘭德與沃爾夫造船廠向布魯斯·伊斯梅和其他白星航運公司的高級主管們提交了工程圖。布魯斯·伊斯梅批准設計，並在兩天後簽署了三份協議書，授權開工建造。由於鐵達尼號和奧林匹克號空前的巨大規模，對建造商哈蘭德與沃爾夫造船廠構成重大的工程挑戰。在此之前，沒有任何造船商曾試圖建造這種尺寸的船隻。鐵達尼號和其姊妹艦都是在女王島（英文：Queen's Island）建造的，現被稱為貝爾法斯特港的鐵達尼區。哈蘭德與沃爾夫造船廠不得不拆除三座原有的船台，擴大作業基地，來建造這兩艘當時規模最大的新船，並委託威廉·阿羅爾爵士公司先建造兩座巨大的龍門起重機來實現施工條件，這家蘇格蘭建築公司曾負責興建福斯橋和倫敦塔橋。新的龍門起重機長260公尺、寬82公尺、高69公尺，重達6,096公噸，它容納了許多移動式起重機。此外，造船廠還從德國運來1臺能夠抬升200噸重量的獨立浮吊式起重機。
鐵達尼號和奧林匹克號的建造幾乎是並行的：1908年12月16日奧林匹克號首先鋪設龍骨，1909年3月31日鐵達尼號鋪設龍骨。這兩艘船需要大約26個月的時間才能完工，並遵循相同的施工流程。它們的設計基本上是一個巨大的浮動箱形梁，龍骨和船體的框架形成骨幹。在船的底部，深1.6公尺的雙層底板支撐着300個框架，每個框架之間的距離分別為61公分和91公分，總測量長度約為20公尺。結構延伸至B層甲板，並用鋼板覆蓋，這些鋼板形成了船體外殼。此時這兩艘船還沒有名字，暫時以哈蘭德與沃爾夫造船廠建造的船體序號來稱呼。奧林匹克號簡稱為「400號」，因為它是該廠建造的第400艘船；鐵達尼號一開始也簡稱為「401號」。
2000個船體外板均為單片的軋製鋼板，平均長61.8公尺，寬9.1公尺，重2.5至3公噸，厚度從2.5公分到3.8公分不等。鋼板從龍骨到艙底均以瓦疊式（鱗狀重疊）鋪設。以此為基礎，造船工人以「內外疊接」的方式鋪設，在內板列中施加鍍層，其中間隙由外板列覆蓋，然後在邊緣重疊。現今在製造業中無處不在的電弧焊接、氣焊和氣割等金屬加工技術，在當時仍處於初期階段。與1900年代的其他鋼鐵結構一樣，船體是用超過300萬根鋼鐵鉚釘連接而成，重量超過了1,200噸；工人們在平整的船體中部使用液壓機械安裝三排碳鋼鉚釘，在具有設計曲線的船首及船尾則改用徒手敲打雙排熟鐵鉚釘。在1990年代時，一些材料科學家得出結論，當時用於鐵達尼號的船體鋼板在寒冷環境下特別易碎，這種脆性加劇了衝擊損傷並加快了下沉速度。據材料科學家珍妮佛·麥卡蒂認為，按照當時的標準，鐵達尼號使用的鋼板品質優良且無瑕疵，但隨着煉鋼及冶金學的進步，後來幾十年用於造船的鋼板均優於鐵達尼號。至於鉚釘，它們的品質和強度在當時也處於標準範圍內。
建造船隻的工作既困難又危險，對於當時在哈蘭德與沃爾夫造船廠工作的15,000名工人而言，安全防範措施尚不完善，很多工作都很危險。由於沒有安全帽、手部防護裝備等安全設備，也沒有專人看守，因此預計造船工作會造成人員死傷。根據鐵達尼號施工期間的紀錄，共有246人受傷，其中28人為重傷，例如腿部遭到機器切下或被鋼板砸裂。在建造和裝修期間，有6人在船體上死亡，另外2人在船廠車間和鋼棚中死亡。最後，還有一名工人在收尾階段遭木頭砸中而死。在下水儀式前，鐵達尼號上最後一項建造作業是她的兩個側錨和一個中心錨。手工鍛造的中心錨重量近16公噸，是有史以來規模最大的，因此成為一項挑戰。這需要20匹馬來拖運中心錨，從英國達德利附近的鑄鐵商辛格利父子有限公司運送到3公里外的達德利火車站，然後透過鐵路運到蘭開夏郡的弗利特伍德，最後用船舶送到貝爾法斯特的造船廠。
1911年5月31日12時15分，鐵達尼號舉行新船下水儀式，包括造船廠董事長威廉·裴禮男爵、白星航運董事長布魯斯·伊斯梅、美國銀行家約翰·皮爾龐特·摩根和其他一萬名群眾都在現場觀摩。滑台上撒了22噸肥皂和牛油來潤滑，再以船舶將她拖曳至拉干河上。為配合白星航運的傳統慣例，當時她並沒有正式命名或以香檳洗禮慶祝。這艘船之後拖曳至一個乾燥的裝修停泊處，繼續安裝發動機、鍋爐、煙囪、船錨、繫泊樁、吊艇架和桅杆等設備，並修建上層建築，進行裝設電力系統、供水系統、暖氣系統及照明、衛浴、家具、壁畫、彩繪玻璃、浮雕鑲板和各式配件等內部裝潢工程。
雖然鐵達尼號與奧林匹克號的外型近乎完全相同，但造船廠為區分這兩艘船而進行了一些細部改動。最顯著的外觀差異是鐵達尼號（和第三艘船不列顛號）沿着A層甲板長廊的前半部分裝有帶滑動窗戶的鋼製隔板。在布魯斯·伊斯梅的個人要求下，這一改動是為了抵擋惡劣天氣，提供頭等乘客額外的庇護；B層甲板也作了大量改動，因為奧林匹克號已經證明這個甲板上的長廊空間幾乎沒有乘客使用，所以改造為額外的頭等舷梯入口和頭等客房，包括兩間擁有私人走廊的豪華套房。單點餐廳往左舷擴大，並在右舷側添加了巴黎咖啡廳，這間高檔餐廳也是奧林匹克號沒有的全新設施；缺點是二等長廊空間縮小。其餘改動包括D層甲板的頭等接待室擴大，以及公共空間的油氈地板改為更豪華的天鵝絨地毯。這些變化使鐵達尼號增重1,020公噸，堪稱世界上最大的船舶。由於按照布魯斯·伊斯梅的要求進行修改，加上奧林匹克號在1911年9月遭防護巡洋艦霍克號碰撞，需要使用乾船塢修理，因此鐵達尼號的施工期臨時往後順延。若鐵達尼號能在早些時候完工，很有可能會躲過與冰山碰撞的厄運。
- 1910年，建造中的鐵達尼號（左）與奧林匹克號（右）
- 1911年，下水儀式前的鐵達尼號
- 1911年，下水儀式中的鐵達尼號

- 1911年，下水儀式中的鐵達尼號
- 1912年，進行最後裝修的鐵達尼號
- 1912年3月6日，鐵達尼號（右）與奧林匹克號（左）的最後一張合照

### 首次航行
1912年4月2日，鐵達尼號完工兩天後，開始進行首次航行，這是她離開南安普敦進行处女航的八天前。原本預計4月1日首航，因天氣惡劣而延後一天。首航時，船上有78名加煤工、加油工和生火員，以及41名船員。多家公司的代表也參加了首航，包括國際商業海洋公司執行長哈羅德·山德森、哈蘭德與沃爾夫造船廠總設計師湯瑪斯·安德魯斯和設計部主管愛德華·威爾丁。布魯斯·伊斯梅和威廉·裴禮男爵因病無法出席。馬可尼無線電報公司的職員傑克·菲利浦和哈羅德·布萊德擔任電報員，並對船上的馬可尼電報設備進行微調。英國貿易委員會的驗船師法蘭西斯·卡魯瑟斯負責試航的驗收，他在場證實船隻的一切能力都正常，而且這艘船可以搭載乘客。
首航包括操控性能的測試，首先在貝爾法斯特湾進行，然後在愛爾蘭海的開闊水域進行。在大約12個小時的試航過程中，鐵達尼號以不同的速度行駛，轉向能力通過測試標準。在「緊急停止」（英文：crash stop）測試中，其發動機全部反轉至完全後退，並在3分15秒內停止前進，完成緊急停俥的距離是777公尺，符合安全標準。整段首航距離大約150公里，平均航速18節（時速33公里），最高航速達到21節以下（時速39公里）。晚間約19時返回貝爾法斯特，驗船師簽字核發了航行許可證，有效期限為12個月，宣告船舶適航。一小時後，鐵達尼號離開貝爾法斯特前往南安普敦，航程約1,060公里。航行持續約28小時後，大約子夜時分抵達。4月4日，鐵達尼號拖進港口的44號錨位，為迎接乘客和其餘船員進行準備工作。

## 尺寸和佈局
鐵達尼號全長269.1公尺，寬28.2公尺。龍骨至煙囪頂部的高度為53.3公尺，龍骨至艦橋頂部則為32公尺。容積總噸為46,328，吃水10.5公尺，排水量為52,310英噸。舵的重量為102.6公噸，高23.98公尺。三個錨總重31.5公噸。船體外板使用了超過300萬根鉚釘接合。搭乘人數最多可達3,547人。所有三艘奧林匹克級郵輪都有10層甲板（艦橋、海官起居艙、健身房等小艇甲板上的建物頂部除外），其中8層供乘客使用。除了主樓梯、電梯、通風井等垂直結構外，每層的格局設計都不相同。從上到下的各層甲板是：

### 小艇甲板
又稱頂層甲板（Top Deck），是10層甲板中位置最高的，它是一個未覆蓋的甲板。兩側排列了全部的救生艇，這裡也是船上人員在沉沒事故中的逃生地點。艦橋位於最前段，並向兩側延伸，以便在接駁時控制船舶，距離船首57公尺；後方是操舵室，包含舵輪和轉向羅盤；操舵室後方緊鄰海圖室和舵手休息室。右舷一側由前往後是導航室、船長辦公室、船長寢室、船長浴室、四副寢室和海員吸煙室。左舷一側由前往後是大副寢室、一副寢室、二副寢室、三副寢室、五副寢室和六副寢室。後段中央是馬可尼電報室（包含隔音室、操作室和電報員寢室）。以上整體為海官起居艙，頂部形成了一個短甲板，上面存放了2艘折疊艇。後面緊鄰頭等艙入口門廳（天花板是5.8公尺乘7.9公尺的鑄鐵玻璃穹頂）。中段的獨立建物是健身房和頭等休息室的頂部、羅盤甲板、三號煙囪基座；後段的獨立建物則是頭等吸煙室的頂部和二等艙入口。

### A層甲板
又稱散步甲板，沿着整個上層建築166公尺的長度延伸，它的形狀不規則。前方有34間頭等艙客房，還有男士及女士洗手間供頭等艙乘客使用。整個A層甲板的活動空間都專屬於頭等艙乘客，四周圍繞著寬闊而封閉的海濱長廊，也僅提供給頭等艙乘客；它的前段位於船的兩側，安裝了帶有滑動窗戶的鋼製隔板，可免受惡劣天氣影響。鐵達尼號的主樓梯由此層開始往下連接7個甲板，寬4.87公尺，超過18公尺高；中段是頭等讀寫室及頭等休息室；後段有一座規模較小的主樓梯，在此樓梯門廳的左右兩側各有一間特等艙，繼續往後則是頭等吸煙室及陽台棕櫚庭園。

### B層甲板
又稱橋艛甲板（Bridge Deck），是最重的承重甲板，構成了船舶堅固結構的頂層甲板。頭等乘客的登船入口門廳位於這一層，並分配了97間頭等艙客房及4間頭等洗手間，佔去了大部分空間，包括6間宮殿式套房；其中「豪華客廳套房」及「豪華漫步套房」擁有私人海濱走廊，長15.24公尺。中後段除了廚房及頭等社交室外，還有單點餐廳和巴黎咖啡廳，為頭等艙乘客提供額外付費的頂級餐飲；兩者都不屬於白星航運管轄，而是開放特許經營權給餐飲企業家路易吉·加提，其廚師和數十名員工也都由他管理並支付工資，不屬於船員。二等門廳和二等吸煙室緊鄰在這兩家餐廳後段。在後段的甲板室外面是一個裝配區域，設有梯子直接通向小艇甲板。在這個甲板的後段中央，有另一個二等艙樓梯，可以往下進入C層、D層、E層、F層和G層甲板。此層以艏艛甲板（大約38公尺長）和艉艛甲板（大約32公尺長）開始向船首及船尾延伸，分別以下方的井圍甲板隔開；前桅、貨艙艙口蓋（通向1號前貨艙的主艙口）、錨鏈、起錨絞盤和蒸氣絞盤等機械設備都位於艏艛甲板。艉艛甲板是三等艙乘客的散步場所，有18張休息長椅、2具電動起重機和1座艉望台（上面有舵輪、電話和蒸汽機指令傳輸電報機，可直接和艦橋通訊）；這個位置也是乘客和船員在鐵達尼號沉沒時最後聚集的地方。

### C層甲板
又稱主甲板和遮蔽甲板（Shelter Deck），是鐵達尼號最長的甲板，前後各有1片井圍甲板和2具電動起重機。此層設施包括148間頭等艙客房、5間頭等乘客洗手間、頭等理髮店、僕人起居艙、船員起居艙、醫生辦公室、行李員辦公室和詢問處。船首段主要是船員食堂，並且有一些機械設備。在中後段則有傭人餐酒廳，以及二等艙乘客專屬的散步走廊，由舷牆和艙壁遮擋。在長廊的中間是二等圖書室，其豪華程度相當於頭等艙的單鋪間，前後兩段各有一座二等艙樓梯。船尾段的井圍甲板是三等艙乘客另一個散步場所，這裡以樓梯和艉艛甲板連接，其下方是一些三等公共房間，如三等社交室和三等吸煙室；後段是主要的三等艙入口，可往下直接通往G層甲板。轉向齒輪室（或稱為舵機房）位於整個甲板的最後面。

### D層甲板
又稱交誼甲板（Saloon Deck），船首段是船員起居艙，這裡為108名生火員提供住宿和衛浴，中間有一個垂直的螺旋樓梯，往下直達底艙頂板的機房；隔壁是三等艙的封閉散步區域，然後是50間普通的、票價較便宜的頭等艙客房，但仍然比E層甲板上的更好。此層有三個大型公共空間佔地最廣 ── 頭等接待室、頭等餐廳和二等餐廳，整層甲板的中間部分都還是頭等艙乘客的公共空間，這裡提供典型的英式餐點、派對活動和音樂表演；隔壁是大間的廚房及醫院、病房，中後段是二等餐廳、二等和三等客艙。其他設施包括廚房、餐具室、麵包店及肉店。後段還有渦輪發動機艙口和緊急發電機。此外，這層甲板與8道防水艙壁相連。

### E層甲板
又稱上甲板，主要用於所有三等乘客住宿以及廚師、海員、服務員和機房工人的艙間，也包括頭等、二等和三等客艙、船員起居艙、二等理髮店、洗衣店、三等公共浴室、糾察長起居室等設施。沿着左舷有一條綽號蘇格蘭路（Scotland Road）的長通道，指的是利物浦著名的貧民街道。蘇格蘭路是鐵達尼號船艙內一條最長的走廊，幾乎貫通一半的E層甲板，這是為了要讓船員和乘客能在船的兩端快速移動。剩餘的7道防水艙壁只延伸到此層甲板下方。該甲板上的所有空間都與上方甲板直接連通，因此如果需要關閉水密門，在所有情況下都可以逃生。在這個通往鍋爐房的甲板上放置了電動風扇，為風口提供通風。

### F層甲板
又稱中甲板（Middle Deck），是最後一層完整連貫的甲板，由防水艙壁分隔成12個部分。主要容納二等、三等乘客和船員的艙房。三等餐廳、三等廚房、三等麵包店、壁球室頂部及肉店都位於這一層。三等餐廳是該甲板上最大的獨立空間，它充分利用了船體的寬度，對許多移民階級的乘客來說，這個餐廳供應的食物相當新鮮且豐盛。此外，這一層還有僅供頭等艙乘客付費使用的溫水游泳池及土耳其浴室。

### G層甲板
又稱下甲板（Lower Deck），是位置最低的載客甲板，它的舷窗僅在水線上。主要的乘客設施只有三等客艙和頭等乘客專用的壁球室；郵局也位於這一層，在郵輪停靠碼頭時，英國皇家郵政的信件和包裹都在此交付。食品儲藏室、食品冷凍櫃、頭等艙行李室、貨艙、部分船員起居艙也都在這裡。整層甲板的中間部分都由鍋爐房、往復式發動機室和蒸汽渦輪發動機室的上部中斷，這部分禁止乘客出入。

### 最下甲板與雙層底艙頂板
它們都低於水線以下。最下甲板的主要用途是儲存，前段是頭等行李艙、二等行李艙和郵件室，後段則是冷藏貨艙、煤倉、酒窖、食品儲藏室和各種車間，而底艙頂板是10層甲板中位置最低的，它位於船體內的底部，這裡提供大型鍋爐、往復式發動機、蒸汽渦輪發動機、供水加熱器、船舶製冷設備、泵送裝置、各種管道、閥門和其他輔助設備所需的作業平台。這層甲板由3個螺旋槳傳動軸艙、2個發動機室、6個鍋爐房、3個貨艙、艏尖艙和淡水儲存艙完全佔據，乘客不會看到這些區域、也不會遇到在這裡工作的336名機房工人，他們有專屬通道和頭尾兩端的樓梯，可以直達上方甲板的船員起居艙。

## 特點

### 動力
鐵達尼號裝備了3臺主發動機——2臺往復式四缸三脹蒸汽機和1臺低壓蒸汽渦輪發動機，每臺渦輪機都驅動螺旋槳。2臺往復式發動機的總產量為30,000匹馬力，渦輪發動機則能產生16,000匹馬力。白星航運在早期客輪勞倫蒂克號上採用相同的發動機組合，並取得巨大的成功。它提供了性能和速度的完美結合；往復式發動機本身的動力不足以推動奧林匹克級远洋班轮所需的轉速，而蒸汽渦輪發動機雖然足夠強大，但會造成令乘客不舒適的震動，這是冠達航運旗下全渦輪客輪盧西塔尼亞號和茅利塔尼亞號所遇到的問題。白星航運將往復式發動機與蒸汽渦輪發動機組合在一起，在製造相同數量的蒸汽下，可以減少燃料使用量，還能增加動力。
這兩臺往復式發動機每臺長19公尺，重731公噸，其底座又增加了198公噸。它們由29臺鍋爐產生的蒸汽驅動，其中24臺是雙端鍋爐、5臺是單端鍋爐，總計包含159個燃煤爐。鍋爐直徑4.8公尺，長6.1公尺，有三層樓高，每個重92.97公噸，可容納49.28公噸的水量。燃燒的煤將鍋爐加熱後產生蒸氣，煤倉裡儲存了6,717公噸的煤，3號前貨艙也儲存了1,109公噸。機房工人每天要將838公噸的煤徒手剷進燃煤爐內，保持發動機的運轉，有176名生火員全天候輪班在執行這項工作。此外，每天也必須將101公噸的灰燼排入海中。即便這些生火員的薪資相對其他工人來說較優渥，但這些持續性的工作仍是相當髒污也充滿危險，那些從事相同工作的人中有很高的自殺率。
往復式發動機排出的多餘蒸汽，接着會送入位於船尾的蒸汽渦輪發動機，蒸氣在這裡會通過一個面式冷凝器，以提高渦輪機的效率，並且蒸汽可以被冷凝回水中再利用。這些發動機產生的動力直接輸出在螺旋槳傳動軸上；共有3個螺旋槳，每個發動機驅動一個；左舷及右舷的側翼螺旋槳尺寸最大，各攜帶3個錳銅合金葉片，直徑為7.01公尺。中央螺旋槳則攜帶3個錳銅合金葉片（與擁有4片葉片的奧林匹克號不同，許多人經常搞混），直徑為5.18公尺，但是它無法反轉。鐵達尼號安裝的發電設備在同樣時間裡產生的電力，比當時一般的城市發電廠還要多。蒸汽渦輪發動機後面，緊接着是4臺400,000瓦特蒸汽驅動的發電機，為船舶提供電力，另外還有2臺30,000瓦特的輔助發電機用於緊急情況，它們位於船尾處，在鐵達尼號沉沒前的最後幾分鐘內仍然在運轉供電。
- 奧林匹克級远洋班轮上的中央螺旋槳和側翼螺旋槳[104]
- 已組裝完成的20個鍋爐，它們準備安裝到鐵達尼號上
- 奧林匹克級远洋班轮上的400千瓦蒸氣發電機

### 技術

#### 水密艙室・煙囪
奧林匹克级远洋班轮的內部都劃分為16個水密艙室，每個水密隔艙都建造一個與船體寬度相符的防水艙壁；總共有15道，每道艙壁的高度至少都延伸至E層甲板底部，通常是和一個甲板連結，或者在水線高度以上約3.4公尺。最靠近船首的2道防水艙壁和最靠近船尾的6道防水艙壁進一步加高，與D層甲板相連。每道艙壁都有垂直滑動水密門可以密封，底艙頂板上的發動機室和鍋爐房有11道垂直關閉的水密門，可以在艦橋用離合器來遠距離控制，如果有水存在，地板下的浮標會啟動自動關閉，或由船員手動關閉。這些關閉動作約有30秒的間隔，每個鍋爐房、發動機室和類似的水密隔艙中都設有梯子或逃生裝置，提供警告和緊急逃生的緩衝時間，使機艙船員不會被水密門困住。在底艙頂板上方、最下甲板、F層甲板和E層甲板上，水密門是水平關閉並手動操作的，它們可以在門上或從上面的甲板上關閉。
外露裝飾板由松木和柚木製成，上白下黑的船體塗裝及紅色船底殼是白星航運的標準風格；而內部天花板則塗上了顆粒狀木栓以防止冷凝。4根煙囪安裝在頂層甲板上方，直徑6.7公尺，其中只有前面三根是功能性的（各別和2間鍋爐房相連），最後一根是基於美觀而豎立的假煙囪，裡面是通風管道和工程梯，但它也用在往復式發動機室、渦輪發動機室和廚房的通風和抽氣，並非毫無作用。前後兩根桅杆高度都是47公尺，主要是為了架設無線電報的T型天線，同時還能增加電動起重機在裝卸貨物時的穩定性；前桅另外安裝了一個瞭望台，鋼製桅杆是空心的，裡面裝有工程梯，瞭望員便是從這裡爬上去值班。

#### 方向舵・舵機引擎
鐵達尼號的方向舵高23.98公尺和長4.65公尺，重102.6公噸，它需要舵機引擎來擺動。鐵達尼號安裝了2臺蒸汽動力的舵機引擎，但平常只使用一臺，另一臺保留備用。它們透過堅硬彈簧連接到短的舵柄上，以隔絕舵機引擎受到任何海浪沖擊或快速改變方向時的衝擊。舵柄還可以連接到兩個蒸汽絞盤上的繩索來操作，作為最後一道安全備用措施。絞盤也用來升降鐵達尼號搭載的五個錨（一個左舷、一個右舷、一個中心線、兩個小移船錨）。

#### 無線電報通信
鐵達尼號的無線電報設備是由馬可尼無線電報公司租賃給白星航運，並指派兩名職員傑克·菲利浦和哈羅德·布萊德在鐵達尼號上擔任電報員；兩人輪流當值，保持24小時的服務。他們主要職責是發送和接收乘客電報，其次是處理導航信息，包括氣象報告和冰情警告。電報室位於小艇甲板上的海官起居艙後半部，分為隔音室、操作室和電報員寢室三部分。隔音室內的設備包括發射器和用於產生交流電的電動發電機。這裡安裝了一臺最先進的5,000瓦旋轉式火花間隙發射器，以鐵達尼號的無線電台呼號「MGY」及摩斯電碼進行通訊。這款發射器是馬可尼無線電報公司最新型的設備，舊款火花發射器聲音很粗糙模糊（「噗噗」聲），新款火花發射器聲音類似現代電台，是清晰響亮的「嘟嘟」聲，因此使鐵達尼號發送的呼叫特別鮮明，可以輕易和其他訊號區分。這款發射器也是世界上功率最強大的，並保證通訊半徑可達563公里。正常工作頻率為500千赫（600公尺波長）。該設備也可以在1,000千赫（300公尺波長）的短波長下操作，適合天線較短的小型船隻採用。

#### 供水・通風・加熱
鐵達尼號配備了獨立自來水系統，能夠透過複雜的管道和閥門網路將水加熱並泵入船舶的所有部分。當鐵達尼號進入港口時便會補給主要供水，但在緊急情況下，她也可以從海水中蒸餾出淡水，儘管這並不是一個簡單的過程，因為鹽沉積物很快就會堵塞蒸餾系統。由電風扇驅動的絕緣管道網路圍繞船舶輸送暖風；頭等艙客房內還配有額外的電熱器。

### 乘客設施
鐵達尼號上的乘客設施旨在滿足最高標準的豪華住宿。根據總體安排計劃，她可容納833名頭等艙乘客、二等艙614人、三等艙1,006人，總客運量為2,453人。此外，她還可以容納超過900名船員，因為大多數原始配置文件都表明，鐵達尼號可搭載的全部載客量為3,547人。她的室內設計與其他客輪也背道而馳，因為當時典型的裝潢是莊園大屋風格或英國鄉村別墅風格；鐵達尼號的室內設計則與現代高檔酒店類似，倫敦麗茲酒店是一個參考點——即帝政風格的頭等艙套房。此外還有各種其他裝飾風格——從文藝復興時期到路易十五風格——在頭等艙和二等艙的各個客房和公共區域都可見到這些裝潢。其目的是傳達給乘客一種「在漂浮酒店而不是在船上」的印象；正如一名乘客回憶進入鐵達尼號內部的感受：「我們立即失去身在船上的感覺，反而像是進到岸上豪宅的大廳內」。
鐵達尼號提供給頭等艙乘客各種新穎的設施，包括2公尺深的溫水游泳池、健身房、兩層樓高的壁球室，以及一個土耳其浴室，其由溫室、涼室、熱室、蒸汽室、電浴室和兩間提供按摩的洗髮室組成。頭等艙的公共空間裝修華麗；包括一個凡爾賽宮風格的休息室、一個巨大的接待室、一個男士吸煙室、一個讀寫室、一家以倫敦麗茲酒店風格打造的單點餐廳。另一家巴黎咖啡廳是以法國巴黎人行道咖啡館的特色來打造，設有柳條桌椅、以常春藤及其他攀延植物裝飾的格子牆點綴。在此支付額外費用後，頭等艙乘客便可以在最豪華的環境中，享受最好的法式「高級烹飪」。還有一家咖啡館名為陽台棕櫚庭園，提供精緻茶點和壯觀海景，而在D層甲板上，長34公尺、寬28英尺的頭等餐廳是鐵達尼號上最大的獨立室內空間，可以同時容納近600名乘客用餐。其他頭等公共空間則呈現各種奢華氛圍，例如酒紅色的天鵝絨地毯、花卉裝飾的躺椅、有黃金浮雕的天花板、牆壁和柱子、橡木鑲板、鍍金欄杆。價格昂貴的客房內也有奢華床鋪、電話和服務員呼叫鈴。
- 巴黎咖啡廳
- 奧林匹克號上的頭等休息室，和鐵達尼號近乎相同
- 小艇甲板上的健身房，配備最新的健身器材

- B-51頭等艙，以亞當風格（英语：Adam style）裝潢
- B-58特等艙，以路易十六風格（英语：Louis XVI style）裝潢
- B-59特等艙，以舊荷蘭風格（英语：Old Dutch style）裝潢

三等艙（通常稱為統艙）不如頭等艙或二等艙豪華，但即使如此，住宿水準也比當時的其他許多船舶更好——鐵達尼號供應新鮮豐富的三餐、擁有公共衛浴設備——這對貧困的移民階級來說，是他們生平享受過最高級的生活條件，而且所有費用都包含在船票內。這反映出白星航運提高了跨大西洋移民和低等艙採用的標準，在當時大多數其他北大西洋客輪上，三等艙的艙位只不過是船隻前端的集體宿舍，數百人都封閉在其中，往往也不會提供足夠的食物或衛生設施。白星航運很早就打破了這種模式，正如鐵達尼號上所看到的，所有白星航運的客船都將其三等艙住宿分為兩部分，始終位於船舶的相對兩端——既定的安排是單身男子客房在船首區域，而單身女子、已婚夫婦和家庭則是在船尾區域。此外，白星航運旗下船隻都提供小型的私人客艙，分別有兩人房、四人房、六人房、八人房和十人房可以選擇，而且所有的房間都位於水線以上；這和其他船隻形成了巨大差異——每個三等客艙都有木製鑲板裝潢、真正的彈簧床墊、床單、棉被、枕頭、電燈、暖氣和附有自來水的洗臉盆；船上的服務員每天都會為三等艙乘客備妥淡水，並清空便壺，這些條件和服務都是當時前所未聞的。
與其他船隻相比，三等乘客必須準備自己的食物——鐵達尼號則顯得相當不同，三等乘客每天在一個帶亞麻桌布、瓷器和玻璃器皿的專屬公共餐廳裡享用三頓熱飯——由廚房工作人員特別準備。三等乘客的住宿設施中還包括數個公共聚集場所，也有足夠的開放甲板空間，包括船尾的艉艛甲板，前後兩個井圍甲板以及一個大型開放空間。D層甲板上有一個三等艙社交大廳；此外還增設了男性吸煙室和C層甲板上的一間社交室，婦女可以使用這些公共空間進行閱讀和寫作，孩子們也可以在甲板上隨意玩耍。儘管它們在設計上並不像上層階級的住宿設施那樣華麗精緻，但仍然遠高於這段時期的平均水平。所有三種消費等級都提供休閒設施來讓乘客打發時間；除了利用圖書室、吸煙室和健身房等室內設施外，乘客還可以在露天甲板上進行社交活動、在散步甲板上觀賞海景或漫步、在租用的躺椅或木製長椅上放鬆等。白星航運還在出航前公布了一份旅客名單，告知公眾有哪些知名人士登船；這對於某些抱有志向的母親們來說，利用這份名單來尋找富裕的單身漢，可以在航行期間向他們介紹自己的適婚女兒，這種情形並不罕見。
鐵達尼號設施中最具特色和知名度的是頭等艙樓梯，稱為主樓梯或大樓梯，由堅實的英國橡木打造而成，帶有蜿蜒曲折的線條，該樓梯從小艇甲板一直往下連接到E層甲板的空間，共穿過7層甲板；A層至D層都是雙列階梯，最後以單列階梯終止在F層甲板上。其頂部是室內陽台，可讓乘客俯瞰下面的樓梯和甲板，上方覆蓋着鍛鐵和玻璃製的大型穹頂，白天時能為樓梯間提供充足的自然光線，夜晚時以巨大的鍍金青銅水晶吊燈點亮空間。每層樓梯都連接着華麗的入口大廳，以威廉瑪麗風格風格裝飾。主樓梯中央平台是整片木製的大型雕刻飾板，而A層甲板的中央平台特別鑲上一個精巧的雕刻時鐘，兩邊為寓言圖案，稱為「以榮譽和榮耀加冕的時刻」。主樓梯在沉沒期間遭到摧毀，這個垂直空間為遙控潛水器提供了一個便利入口，成為現代探險家用來進入沉船下層甲板的捷徑。導演詹姆斯·卡麥隆在拍攝1997年電影《鐵達尼號》時，他的主樓梯複製品因為劇烈水流沖刷，所有木製部分從其鋼筋基座上扯裂。導演表示：「我們把船弄沉時，基座屹立不搖，但是木製部分都脫離了，整個往上浮。這很可能是實際下沉時發生的情況，可以解釋為什麼殘骸中沒有主樓梯的蹤影。我們是按照原設計圖打造的，所以我想，這是一次準確的概念驗證」。
- 奧林匹克號上的主樓梯，和鐵達尼號近乎相同
- 奧林匹克號上的頭等吸菸室，和鐵達尼號近乎相同
- 頭等讀寫室，相對於男士乘客的頭等吸菸室，通常是女性乘客使用

### 貨物和郵件
鐵達尼號配備了8臺電動起重機、4臺電動絞盤和3臺蒸汽絞盤，用來將貨物和行李提取出貨艙。據估計，這艘船在南安普敦時，僅僅在操作貨物起重和照明上，就用了大約421噸的煤來生產蒸汽動力。儘管鐵達尼號主要是一艘郵輪，但她還運載了大量的貨物；因此作为一艘主要运载旅客的远洋班轮船名前被綴冠上（RMS）即表明她與英國皇家郵政及美國郵政部簽有運送郵件合約。她分配了760立方公尺的倉庫空間來存放信件、包裹和交易媒介（如黃金、硬幣或其他貴重物品）；首航時承載了3,364個大約50公斤的郵袋，總重量為168,200公斤。G層甲板上的海上郵局由5名郵政職員管理，包括3名美國人和3名英國人，每天工作13小時，每週工作7天，每天可以分揀6萬件物品。
儘管後來有一些關於鐵達尼號貨物的迷思，但事實上這趟首航運送的物品其實相當平凡，主要有價值的是畫作與藝術品；並沒有大量黃金、異域礦石、世界最大的鑽石或木乃伊等等。經確認當時運上鐵達尼號的珍貴物品，包括義大利名人朱塞佩·加里波底親筆簽名的照片、3箱丹佛美術館的藝術品；另一件在沉船中丟失的著名物品是《魯拜集》，這本寶石精裝版的書上鑲嵌着1,050顆寶石、燙金和4,967塊各種顏色的羊皮，其價值為405英鎊（幣值相當於今天的36,200英鎊）。根據1913年美國參議院鐵達尼號沉沒調查結束後提出的賠償申請，獲得補償最高價的單件貨物是法國新古典主義畫家梅里·約瑟夫·布隆代爾的油畫《入浴者》。這幅畫的所有者是頭等艙乘客馬瑞茲·比昂史諾-許登凡森，他以10萬美元（幣值相當2014年的240萬美元）提出藝術品賠償申請。
船上乘客也攜帶了大量的行李；另一個550.9立方公尺的倉庫空間分配為頭等和二等行李艙。此外，還有一輛1912年的雷諾Coupe de Ville汽車，這也是最著名的貨物之一，車主是頭等艙生還乘客威廉·歐內斯特·卡特（William Ernest Carter），他後來提出5,000美元的汽車賠償申請。鐵達尼號除了攜帶7,826公噸的煤及445,000公升的淡水儲備之外，還有相當數量的例行貨物要供應給所有乘客和船員，從家具到食品都有；首航時攜帶的食材及後勤物品包括鮮肉34,000公斤、鮮魚5,000公斤、家禽11,481公斤、馬鈴薯40,641公斤、番茄2,844公斤、穀物4,500公斤、食糖4,572公斤、培根和火腿3,454公斤、香腸1,117公斤、乾貨1,828公斤、豌豆1,016公斤、果醬500公斤、茶葉363公斤、奶油2,700公斤、鮮奶6,800公升、雞蛋40,000顆、橘子36,000顆、檸檬16,000顆、啤酒20,000瓶、紅酒1,500瓶、雪茄8,000隻、各式茶杯12,000個、各式餐盤36,000個、各式酒杯6,200個、各式餐叉12,000支、各式餐刀11,800支、各式湯勺19,000支、各式毛巾55,000條、床罩15,000條、枕頭套3,000條等等。

### 救生艇
鐵達尼號共攜帶了20艘救生艇，包括14艘瓦疊式木殼救生艇，每艘可容納65人（標示為3至16號）；4艘折疊式木栓帆布救生艇（標示為A至D號），每艘可容納47人。此外還有2艘簡易式木殼救生艇，每艘可容納40人（標示為1號和2號）。1911年至1912年間，奧林匹克號都沒有攜帶另外4艘折疊艇，直到鐵達尼號遇難後，才返回英國緊急補充大量救生艇。除了A折疊艇和B折疊艇，其餘救生艇都排列在小艇甲板上。右舷側的救生艇編號為奇數（1至15號），左舷側編號為偶數（2至16號）。
2艘簡易式木殼救生艇一直懸掛在吊艇架上，隨時可以立即使用，而C折疊艇和D折疊艇也與吊艇架相連，位於1號和2號救生艇內側的小艇甲板上。A折疊艇和B折疊艇平時綁在海官起居艙的頂部，位於1號煙囪的兩側。它們沒有與吊艇架相連，而且重量會使它們難以手動下水。每艘救生艇上都裝有食物、水、毛毯和一個備用救生圈。在救生艇的兩側綁有救生繩，在必要情況下，可以利用這條繩子從水中救出更多的人。
鐵達尼號擁有16套吊艇架，每套能夠處理4艘救生艇，代表她能夠攜帶多達64艘木殼救生艇，這個數量足夠讓4,000人逃生避難——比它的運載上限還要多。然而，白星航運決定只攜帶16艘木殼救生艇和4艘折疊艇，可容納1,178人，僅佔她運載上限的三分之一。當時，英國貿易委員會的規定要求10,000噸以上的英國船隻最少應攜帶16艘救生艇，容納990人。因此，實際上鐵達尼號攜帶的救生艇數量比法律規定還多出4艘。
自1894年以來，當時最大客船是冠達航運的13,000噸盧卡尼亞號，因此英國貿易委員會考慮現有的大型船隻後，並沒有規定要增加救生艇數量，包括46,328噸的鐵達尼號。1896年至1911年，英國貿易委員會的航海顧問阿爾弗雷德·查爾莫斯爵士（Sir Alfred Chalmers）已經考慮過「偶爾」調整比例的問題，但因為他不僅假定只需憑藉經驗豐富的水手，不需要浪費人才去降下或操作這些「無用」的救生艇，而且還預計在任何緊急情況下難以撤離比16艘救生艇更多的人數，他「並不認為有必要增加數量」。依照當時人們的觀念，救生艇只是為了將倖存者從沉沒的船隻「運送」到其他船隻，而不是設計給所有人員「同時撤離」到救生艇上漂浮或幫助他們靠岸。如果加州人號對鐵達尼號的遇險呼叫做出回應，20艘救生艇可能已經足夠按照計劃將乘客運送到安全地點。

## 处女航
奧林匹克號和鐵達尼號都將利物浦港註冊為船籍港。白星航運和冠達航運的辦公室都在利物浦，直到奧林匹克號投入營運之前，白星航運和冠達航運旗下的大多數英國遠洋船隊，例如盧西塔尼亞號和茅利塔尼亞號都是從利物浦出發，然後再到愛爾蘭皇后鎮。自白星航運於1845年成立以來，絕大多數業務都是在利物浦外進行的。然而1907年，白星航運在英格蘭南部海岸的南安普敦港成立了另一個服務據點，稱為白星航運的「快速服務」。南安普敦比起利物浦更具地理優勢，首先是更靠近倫敦；其次，位於南部海岸的南安普敦，能使船舶輕鬆越過英吉利海峽到達法國北部海岸，通常在瑟堡停靠。這建立起英國船隻在歐洲大陸的載客航線，然後重新穿越英吉利海峽，到皇后鎮繼續接載乘客。「南安普敦－瑟堡－皇后鎮－纽约航線」變得很受歡迎，以至於大多數英國遠洋客輪在第一次世界大戰之後都開始使用南安普敦港。出於對利物浦的尊重，船舶會繼續在那裡註冊登記，直到1960年代初為止。1969年，冠達航運旗下的伊莉莎白女王二號客轮是首批在南安普敦註冊的船隻之一。
鐵達尼號的首航行程是從南安普敦出發，先抵達瑟堡和皇后鎮後，再橫跨大西洋抵達紐約，回程途經英格蘭的普利茅斯。事實上到1912年12月，她的整個航程計劃仍然是公開的。白星航運建立這條航線後，分派了四艘遠洋客輪沿該航線航行，包括條頓人號、至尊號、海洋號和全新的亞得里亞號。奧林匹克號於1911年6月開始服役時，取代了條頓人號，後者在4月下旬完成最後一次服役後轉移到加拿大的皇輿航運公司服務。8月，亞得里亞號轉移至白星航運另一條主要的「利物浦－紐約航線」中。11月，至尊號也準備退役，預計由即將完工的鐵達尼號取代。白星航運的初始計劃，是讓奧林匹克號和鐵達尼號在南安普敦遵循前任船舶的程序，每三個星期從「南安普敦－瑟堡－皇后鎮－紐約航線」開航一次，通常是每星期三中午從南安普敦出發，每星期六從紐約出發，這樣能使白星航運每個星期都有航班往返。公司也安排了特別列車從倫敦和巴黎出發，分別接送去往南安普敦和瑟堡的乘客。1911年開放的南安普敦深水碼頭即稱為「白星碼頭」，專門停泊新建造的奥林匹克级远洋班轮。
- 1912年4月10日，停泊在南安普敦的鐵達尼號
- 1912年4月10日，鐵達尼號B層甲板的船體板的近照

- 白星航運的鐵達尼號廣告，主打豪華設施和高級肥皂品牌
- 鐵達尼號的三等艙船票
- 1912年4月10日，白星航運刊登在《紐約時報》的客運廣告，鐵達尼號預計4月20日离开紐約进行她的第一次东向航程

### 船員
鐵達尼號在首航中有908名船員。如同那個時代的其他船隻一樣，她也沒有永久派駐的船員，絕大多數船員都是臨時的工作人員，他們在南安普敦出航前幾個小時才登上船。1912年3月23日，開始招募新船員及簽約，其中一些已經先派往貝爾法斯特，這些人將在鐵達尼號試航驗收及穿越英吉利海峽期間擔任骨幹船員。船長由白星航運最資深的英國皇家海軍上校愛德華·約翰·史密斯擔任，他原本是奧林匹克號船長。擔任大副的亨利·魏爾德也是從奧林匹克號調派過來的。先前試航時的大副和一副——威廉·默多克與查爾斯·萊托勒，則分別擔任首航的一副和二副。因此，試航時擔任二副的大衛·布萊爾完全排除在首航外，在南安普敦匆忙下船，他對開航前的人事安排深表失望。赫伯特·彼特曼擔任三副，在七名船副中，只有他和六副詹姆斯·穆迪不是皇家海軍後備隊成員。
鐵達尼號首航的船員分為三個主要部門：甲板部門有66名船員、機艙部門有325名船員、後勤部門有494名船員。絕大多數船員都不是專業海員，而是工程師、生火員或加煤工，負責控管發動機等機械設備。後勤部門也都是服務員和廚房工作人員，負責乘客的各種服務。其中超過97%是男性，只有23名船員是女性，主要是服務員。其餘都是種類繁多的非海員職業——麵包師、廚師、屠宰師、糕點師、幫廚、洗碗工、擦鞋工、體育教練、洗滌工、服務生、床鋪整理員、清潔工，甚至還有印刷工，他們負責為乘客製作一份日報，稱之為《大西洋日報》（英文：Atlantic Daily Bulletin），專門報導鐵達尼號電報員收到的最新消息。
1912年4月6日，大多數鐵達尼號的首航船員在南安普敦簽了雇用合約，總共有699名船員來自那裡，40%是當地人。少數專業人員是自僱人士或承包商，其中包括為英國皇家郵政和美國郵政部工作的五名郵政職員、頭等艙的單點餐廳和巴黎咖啡廳的工作人員；兩名電報員是馬可尼無線電報公司指派的職員；另外還有白星航運聘用的八名音樂家，他們不屬於船員，而是以二等乘客的身份上船，其寢室也位於二等客艙。船員工資差別很大，從船長每月105英鎊（幣值相當於今天的9,500英鎊）到服務員每月3英鎊10先令（幣值相當於今天的320英鎊）。不過，工資較低的工作人員可憑乘客給予的小費大幅補充工資。
- 船長愛德華·約翰·史密斯
- 大副亨利·魏爾德
- 一副威廉·默多克
- 二副查爾斯·萊托勒
- 高級電報員傑克·菲利浦

### 乘客
鐵達尼號首航時搭載的乘客人數約為1,317人：頭等艙324人、二等艙284人、三等艙709人。其中869人（66%）為男性，447人（34%）為女性；船上有107名兒童，其中79名都在三等艙。首航時的乘客空間相當大，因為鐵達尼號內部實際上可容納2,453名乘客，其中頭等艙可容納833人，二等艙可容納614人，三等艙可容納1,006人。像鐵達尼號這樣的知名高級船舶，在一般情況下首航房位都會訂滿。不過因為當時爆發了全國煤炭工人罷工事件，對鐵路及海運行業造成相當大的影響，導致時刻表耽誤，多數過境站點也臨時取消。因此，許多原本打算登船的乘客決定延後他們的旅行計劃，直到罷工結束。鐵達尼號航行前幾天，罷工事件於4月6日結束，不過對運輸業造成的損失已經相當嚴重，也無法再改變乘客的計劃。鐵達尼號之所以能夠在預定的日期展開首航，是因為白星航運緊急調派其他船隻，將她所需的煤炭運到南安普敦，例如紐約號和海洋號，以及之前奧林匹克號從紐約帶回來儲存在「白星碼頭」中的煤炭。
出發當天，一些最著名的人士訂購了鐵達尼號頭等艙船票。其中包括（在鐵達尼號沉沒事故中罹難的人標有“†”符號）：千萬富豪約翰·雅各·阿斯特四世†和他的妻子瑪德琳·阿斯特、實業家班傑明·古根海姆†、畫家兼雕塑家法蘭西斯·米萊特†、梅西百貨老闆兼美國眾議員伊西多·史特勞斯†和他的妻子艾達·史特勞斯†、百萬富豪瑪格麗特·布朗、蘇格蘭大地主科斯莫·達夫-戈登爵士和他的時裝設計師妻子露西·達夫-戈登夫人、商人亞瑟·普烏欽、作家阿奇博·格雷西四世、賓夕法尼亞鐵路董事約翰·賽耶†與他的妻子瑪麗安·塞耶和兒子傑克·賽耶、商人喬治·懷德納†與他的妻子愛蓮娜·懷德和兒子哈利·懷德納†、社交名流羅瑟伯爵夫人、加拿大大主幹鐵路總裁查爾斯·海斯†和他的妻子克拉拉·海斯、商人亨利·哈波和他的妻子瑪拉·哈波、實業家沃爾特·道格拉斯†和他的妻子瑪哈菈·道格拉斯、實業家喬治·威克†和他的妻子瑪麗·皮柏斯·威克、劇院老闆亨利·哈里斯†和他的電影製片妻子艾琳·哈里斯、律師亞瑟·萊爾森†和他的妻子艾蜜莉·萊爾森、實業家哈德森·阿利森†和他的妻子蓓希·沃爾多·阿利森†及女兒洛蘭·阿利森†、商人迪金森·畢曉普和他的妻子海倫·畢曉普、建築師愛德華·肯特†、政治家兼實業家哈里·摩爾森†、網球選手卡爾·貝爾和理查·威廉斯、作家兼社交名流海倫·坎迪、準律師艾爾希·鮑爾曼和的母親伊迪絲·巴伯、記者兼社會運動家威廉·史特德†、記者兼時裝設計師伊迪絲·羅森鮑姆、社交名流伊迪絲·埃文斯†、夏洛特·卡迪沙、雕塑家保羅·雪弗瑞、作家賈克·福翠爾†和他的妻子莉莉·福翠爾、默片演員朵洛西·吉布森和的母親波琳·布朗、瑞士陸軍上校兼銀行家阿方索·西莫紐斯-布魯默、美國眾議員詹姆斯·休斯的女兒埃洛伊絲·史密斯、銀行家羅伯特·丹尼爾、企業家約翰內斯·羅伊庫倫†、政治家亞瑟·威靈頓·羅斯的兒子約翰·羅斯†、工程師華盛頓·羅布林的侄子華盛頓·羅布林二世†等等。
乘客之中包括白星航運董事長布魯斯·伊斯梅，以及鐵達尼號總設計師湯瑪斯·安德魯斯†，他帶領一支稱為「品管小組」的菁英團隊上船觀察首航情況，並評估新船的總體性能，團隊內有其他八名哈蘭德與沃爾夫造船廠的優秀造船師，他們均為鐵達尼號的建造者：細木工威廉·坎貝爾†，工程製圖師羅德里克·西斯霍姆†，三名裝配工阿爾弗雷德·坎寧安†、安東尼·弗羅斯特†和羅伯特·奈特†，水管工弗朗西斯·帕克斯†，電工亨利·帕爾†和電工學徒恩尼斯·華森†。船上乘客的確切人數不得而知，因為並非所有購票的人都登上了鐵達尼號，大約有50人因各自不同的原因取消，包括鐵達尼號的實際擁有者——白星航運母公司國際商業海洋公司董事長約翰·皮爾龐特·摩根，以及諾貝爾物理學獎得主古列爾莫·馬可尼、著名小說家西奧多·德萊賽與好時巧克力創始人米爾頓·赫斯等人。此外，在南安普敦登船的31人購買的是短程票，他們在抵達瑟堡和皇后鎮後便已下船，沒有随着鐵達尼號走完全程。
票價也根據消費等級有所不同：來自南安普敦、瑟堡或皇后鎮的三等艙單人票價為7英鎊5先令（相當於今天的600英鎊），這包括前往港口的鐵路專車和所有船上食宿的費用；兒童票價為3英鎊（相當於今天的259英鎊）；而最便宜的頭等艙單人票價為23英鎊（相當於今天的2,100鎊），最昂貴的頭等艙套房價格則高達870英鎊（相當於今天的79,000英鎊）。船上唯一已知的黑人血統乘客在二等艙——約瑟夫·菲利普·萊梅謝爾·拉羅奇（Joseph Philippe Lemercier Laroche）帶着妻子和兩個年幼女兒登上鐵達尼號——不過約瑟夫也不是平凡人物，他正是海地第19任總統辛辛納提·勒孔特的姪子，他們此行最終將前往海地，希望能遠離法國的種族歧視。大部分三等艙乘客都是移民，此行希望在美國和加拿大開始新的生活。三等艙乘客是個多元化的群體——除了大量的英國、愛爾蘭和斯堪地納維亞移民外，還有許多鄂圖曼帝國（主要是現今的黎巴嫩和敘利亞）移民，以及來自英屬香港的中國人。中國乘客是憑方榮山（Lang Fang）購買的8人套票登船，價格為56英鎊9先令11便士，他們計畫一起前往紐約工作。這些中國人裡最終有6人在災難中倖存下來，但由於《排華法案》，他們被美國當局拒絕入境，於4月19日遣送至古巴。
沉沒事故中的最後一位生還者米爾維娜·迪恩於2009年去世，享耆壽97歲。
- 乘客約翰·雅各·阿斯特四世，住在C-62/64客房
- 乘客班傑明·古根海姆，住在B-84客房
- 乘客伊西多·史特勞斯，住在C-55/57客房
- 乘客科斯莫·達夫-戈登爵士，住在A-16客房
- 乘客阿奇博·格雷西四世，住在C-51客房

- 乘客瑪格麗特·布朗，住在E-23客房
- 乘客約翰·賽耶，住在C-68客房
- 乘客露西·達夫-戈登夫人（英语：Lucy, Lady Duff-Gordon），住在A-20客房
- 白星航運董事長布魯斯·伊斯梅，住在B-52/54/56客房
- 總設計師湯瑪斯·安德魯斯，住在A-36客房

### 搭載乘客
首航於1912年4月10日星期三開始，乘客於9時30分開始陸續抵達碼頭，當時倫敦與西南部鐵路公司的專車從倫敦滑鐵盧車站出發，抵達南安普頓中央車站，就在鐵達尼號的44號錨位附近。大量的三等艙乘客最先登船，頭等艙和二等艙乘客在出發前一個小時才能開始登船。服務員會帶領他們到各自的套房或客房，而船長史密斯則親自迎接頭等艙乘客。根據1907年《美國移民法》的一項要求，如果三等艙乘客有疾病或身體殘疾可能導致美國拒絕他們入境——白星航運希望能提前避免這種狀況，因為他們要負責將那些遭美國政府遣返的人載回英國，所以沒通過身體檢查的三等艙乘客都不得登船。在南安普敦港，總共有920名乘客登上鐵達尼號——179位頭等艙乘客、247名二等艙乘客和494名三等艙乘客，其他購票乘客將在瑟堡和皇后鎮陸續登船。
按照原定計劃，首航從中午開始。出發幾分鐘後就險些釀成意外事故，在鐵達尼號左邊繫泊着美國航運的紐約號，右邊繫泊着白星航運的海洋號，當鐵達尼號從這兩艘客輪之間緩緩駛過時，她巨大的體積位移引起船吸現象，海水依照伯努利定律將兩艘噸位較小的船隻舉起，然後落入凹陷區域。儘管紐約號的鋼製錨鏈粗達7.62公分，但也承受不起這股應力。錨鏈斷裂後，海水立刻扭動着紐約號的船尾，將她拉向鐵達尼號。一艘附近的拖船火神號隨即以反方向拖着紐約號，避免最終的碰撞，而船長史密斯則下令將鐵達尼號的發動機全力反轉，這兩艘船最終以大約1.2公尺的微小間距躲開了碰撞意外。這起事件延遲了首航時間，船長下令迅速進行一次檢查，大約一個小時後才重新開啟發動機出航，而漂流的紐約號也拖到別的船塢維修。
鐵達尼號通過南安普敦灣和索倫特海峽的複雜潮汐後，安全駛入英吉利海峽，前往法國瑟堡港，這段航程有143公里，其間風大陰冷。由於瑟堡港缺少能與巨型船舶對接的設施，鐵達尼號無法靠近港岸，所以只能使用渡輪將乘客從碼頭接駁到船上。白星航運在瑟堡派駐了交通號和游牧號，這兩艘渡輪都是專門為奧林匹克級郵輪接駁乘客而設計的，並在鐵達尼號完工前投入營運。鐵達尼號離開南安普敦四個小時後抵達瑟堡港外，並由兩艘渡輪接駁乘客登船。在那裡有274名乘客登船——142名頭等艙乘客、30名二等艙乘客和102名三等艙乘客，另外還有24名持短程票的離船乘客也由渡輪送往碼頭，他們只和鐵達尼號跨過一個海峽。4月10日20時左右，整個接駁過程在90分鐘內完成。鐵達尼號起錨出發，前往愛爾蘭的皇后鎮，天氣持續寒冷多風。
鐵達尼號於4月11日星期四11時30分抵達愛爾蘭南海岸的皇后鎮。天氣多雲，但是相對溫暖，風速也很快。一樣的情況，皇后鎮碼頭的設施也不適合尺寸如此大的鐵達尼號，並且用渡輪接駁乘客。總共有123名乘客在皇后鎮登上鐵達尼號——3名頭等艙乘客、7名二等艙乘客和113名三等艙乘客。除了在瑟堡上岸的24名持短程票的乘客之外，另外7名持短程票的乘客（從南安普敦到皇后鎮）也在這裡下船，其中一名是耶穌會神父法蘭西斯·布朗，他是一名熱衷於攝影的耶穌會學員，並在鐵達尼號上拍攝了許多照片，包括該船最後一張已知的照片。有一名船員明顯是擅離崗位偷偷下船，加煤工約翰·科菲（John Coffey）潛入船底並躲在郵箱中，後來連同郵箱運到岸上，事後得知約翰·科菲是皇后鎮當地人。鐵達尼號於13時30分起錨出發，正式西行展開她的跨大西洋首航。
- 1912年4月10日，離開南安普敦的鐵達尼號
- 1912年4月11日，離開皇后鎮的鐵達尼號
- 1912年4月11日，鐵達尼號留下的最後身影

### 橫渡大西洋
鐵達尼號計劃於4月17日早晨抵達紐約59號碼頭。4月11日離開皇后鎮後，鐵達尼號預計沿着愛爾蘭海岸行駛大約102公里，會經過燈塔島。從那裡開始沿着穿越北大西洋的大圆路線行駛約3,000公里，到達紐芬蘭島東南部被稱為「拐角」的海域中，然後在那裡進行航向變更。接下來在一條罗盘方位线上航行，約250公里後便是鐵達尼號與冰山的致命接觸點。這段旅程再經過1,983公里後抵達最後一站安布羅斯燈塔，那裡就是鐵達尼號的最終目的地紐約港。
4月11日到4月12日中午，鐵達尼號航行896公里；4月12日到4月13日中午航行961公里；4月13日到4月14日中午航行1,011公里。從14日後直到沉沒之前，鐵達尼號又航行了478公里，整段航程平均速度約為21節（時速39公里）。鐵達尼號離開愛爾蘭後的兩天，天空多雲、氣溫上升且逆風航行；4月13日星期六依然相當溫暖；4月14日穿越寒冷的鋒面，一度面臨強風和高達2.4公尺的海浪，然後氣象隨着時間過去逐漸平緩。直到4月14日星期日晚上，海面變得清晰、波浪平靜，氣溫也變得非常寒冷。
從皇后鎮出發的前三天沒有出現明顯的事故。鐵達尼號機房內一個三層樓高的煤倉大約在首航前十天已經開始起火，又在航行中持續燃燒了數天，但是乘客並沒有意識到這種情況。由於煤炭的自燃，火災頻繁發生在鐵達尼號的機房內，必須用消防水龍帶熄滅火勢，未波及的煤炭要移到另一個倉庫，燃煤則送入鍋爐內。4月14日大火完全撲滅。愛爾蘭記者兼作家塞南·馬拉尼花費30年時間研究了這場火災並發起討論，他認為導致沉沒的不是冰而是火。他表示：「官方調查將沉沒歸因於天災，但這不是撞上冰山沉沒那麼簡單，而是集中很多不尋常因素的完美風暴——冰與火，以及業務過失」。撰寫過多本鐵達尼號相關書籍的作家理查·德·科布萊（Richard de Kerbrech）也表示，那場煤倉火災有可能才是沉沒主因。
事故當天早上開始，紐芬蘭大淺灘的船隻多次向鐵達尼號電報室發出冰情報告，其中包括卡羅尼亞號與波羅的號，這兩艘船隻的冰山電報已證實有傳達給鐵達尼號的船長或副官們，而亞美利加號、梅薩比號與加州人號的電報則沒有傳達。船長愛德華·約翰·史密斯曾下令將航線南移，作為預防措施，而鐵達尼號繼續高速行駛，這是當時的標準海事做法。雖然鐵達尼號並未試圖創下最快紀錄，但準時到達紐約是優先考慮的事項，並且在當時的海事慣例下，大西洋上的船舶經常全速航行，冰情警告皆歸類為建議事項，並依靠桅杆瞭望台上的瞭望員來即時發現冰塊。當時的人們普遍認為，海上冰塊的風險很小，對大型船舶幾乎沒有威脅，緊急閃避也很常見，即使正面碰撞也不會帶來災難性的後果。1907年時一艘德國远洋班轮威廉皇儲號與冰山相撞，但仍然能夠完成她的航程。船長在同年表示「無法想像有任何情況還能造成船隻進水沉沒，現代的造船技術已經克服了這一點」。

### 沉沒事故
4月14日23點40分，瞭望員范德瑞克·弗萊特在鐵達尼號正前方發現了一座冰山，並警告了艦橋。當時值班指揮的一副威廉·默多克下達右滿舵及發動機全速反轉的指令，嘗試「擺動繞行」但為時已晚，鐵達尼號右舷撞到了冰山，在水線以下形成一系列的縫隙，船體沒有遭冰山切出裂口，而是挫曲凹陷，鋼板接合處彎曲成一段段的開口，使海水進入。前面5個水密艙室受到破壞並淹水，船長及總設計師等人很快就意識到鐵達尼號註定會沉，因為船隻的漂浮力無法抵抗五個水密艙室進水。碰撞幾分鐘後，船首開始緩緩下沉，隨着傾斜角度逐漸增加，船內的海水就像製冰盒那樣，不斷向後淹沒艙室。
在這種緊急情況下，鐵達尼號的乘客並沒有做好準備。根據當時公認的做法，船舶不會馬上沉沒的情況下，救生艇只是用來將乘客接駁到附近船隻上。鐵達尼號攜帶的20艘救生艇只能運載約一半的人員，如果是滿載的情形，則只有約三分之一的人可以登上救生艇。但是船員沒有得到充分的疏散訓練，他們不知道救生艇即使坐滿也能安全漂浮，所以很多救生艇下水時只坐了一半人。三等艙乘客大部分時間都遭到船員留置於下層甲板，他們只能自行想辦法穿越障礙，而大部分下層甲板都充滿了海水，這導致其中的許多乘客受困。副官在指揮登艇時一般都遵循女人和小孩優先的原則，大部分男性乘客和船員都留在船上。
2時15分，撞上冰山經過2個小時35分鐘後，鐵達尼號在水中的傾斜角度開始迅速增加，因為大量海水從甲板艙口入侵船首內還沒淹沒的部分。由於船尾從水中升起，露出螺旋槳和後半部船底，同時船首下沉，導致龍骨要承受兩股相反方向的力量對抗，達到峰值應力後，船體開始從2號和3號煙囪之間斷裂。當船首下墜時，龍骨沒有馬上斷開，因此將船尾拉向幾乎垂直的角度，最後仍然有數百人在艉艛甲板上抓着欄杆。2時20分，鐵達尼號完全沉沒。雖然有14名生還者作證表示船體在海面上斷成兩個部分，世人多年來卻普遍認為她沒有斷裂，而是完整地沉入海底。然而1985年發現沉船殘骸時，證實了鐵達尼號斷成兩個部分。除了救生艇上的人之外，所有乘客和船員都浸入負2°C的海水中，幾乎所有落海的人都會死亡，只有2分鐘到30分鐘的存活時間。
儘管四散在周圍的救生艇還可容納近500人，但只有13名落海者被救生艇救助。107公里外的喀尔巴阡号冒着風險全速前進，在沉船約一個半小時後抵達事故現場，大約有710人在災難中倖存下來，登上喀尔巴阡号獲得緊急照護，另有1,514人在事故中喪生。喀尔巴阡号的船員們回憶太陽升起後的場景：「一眼望去是無窮無盡的冰山，好像有無數的金字塔在海面棲息」。喀尔巴阡号船長亞瑟·羅斯特龍環顧現場，看見20個高達60公尺的大冰山，還有許多小冰山和浮冰，以及來自鐵達尼號的碎片。喀尔巴阡号的乘客也說，他們的船好像身處於巨大的潔白平原中間，遠處的冰山就跟山丘一樣散佈着；這片區域現今已經稱為冰山巷。喀尔巴阡号原計畫將生還者們載往哈利法克斯港，因為那裡鐵路發達，也是離沉船現場最近的大海港，但由於西北方仍有大量海冰擋住去路，於是改往西南方的紐約港航行——鐵達尼號原本的目的地。

## 沉沒後

### 喀尔巴阡号抵達紐約
當喀尔巴阡号在浮冰、大霧、暴風雨和洶湧的波濤中艱難航行時，鐵達尼號失事的消息已經透過各種船隻電報傳遞到岸上。最初的報導很混亂，以致美國媒體在4月15日報導「維吉尼亞號已經拖曳着鐵達尼號抵達港口」的錯誤消息。4月15日晚間，媒體報導「鐵達尼號已經失踪，她的大部分乘客和船員死亡」，這一消息吸引了大批群眾前往白星航運在倫敦、紐約、蒙特婁、南安普敦、利物浦和貝爾法斯特的辦事處。喀尔巴阡号即將抵達紐約的消息引發了新聞媒體的興趣，報紙雜誌等刊物競相報導生還者的故事。一些記者賄賂了紐約的引水船，這些小船將要引導喀尔巴阡号進入港口，有個記者甚至在停靠之前設法跳上喀尔巴阡号。群眾聚集在報社外面，關注張貼在窗戶或廣告牌上的最新報導。由於還要好幾天才能統計和公布一份完整的傷亡名單，這增加了鐵達尼號乘客家屬們的痛苦，他們正焦急等待着親人的消息。直到4月17日，第一批不完整的生還者名單才統計出來，但由於溝通不良而延遲公布。
喀尔巴阡号於4月18日21時30分抵達紐約港54號碼頭時，聚集了約40,000人在大雨中等候。事故經過三天後，這起世紀災難已經人盡皆知。現場包括婦女救濟委員會（Women's Relief Committee）、紐約旅客援助協會和猶太婦女全國委員會等組織提供了衣物和交通工具等庇護協助。許多生還乘客沒有留在紐約，而是立即前往親戚家中。一些富裕的生還者租了轎車將他們載回家，賓夕法尼亞鐵路則派出免費搭乘的特殊列車，將其餘生還乘客載到費城；倖存的212名船員則送往紅星航運旗下客輪拉普蘭號的客艙內安置。喀尔巴阡号匆忙補給食物後，恢復原定行程前往奧匈帝國。她的船員們獲得冠達航運一個月工資獎金，獎勵他們的救助行為；一些鐵達尼號乘客集資，也給他們近900英鎊（幣值相當於今日的82,000英鎊）的額外酬謝金。之後，生還者們又頒發獎章授予喀尔巴阡号的所有船員——水手獲得銅牌，副官獲得銀牌，而船長亞瑟·羅斯特龍獲得金牌和銀盃。時任英國國王喬治五世冊封亞瑟·羅斯特龍為爵士，美國國會也為他頒發國會金質獎章，並邀請他至白宮與時任美國總統威廉·霍華·塔虎脫會面。
- 喀尔巴阡号甲板上的鐵達尼號生還者
- 喀尔巴阡号甲板上的鐵達尼號生還者
- 1912年4月18日，在紐約港54號碼頭（英语：Pier 54）等待喀尔巴阡号抵港的群眾

- 1912年4月19日，停靠在紐約港54號碼頭的喀尔巴阡号，拍攝這張照片時，所有三等艙乘客都還在船上，他們必須按照《美國移民法（英语：List of United States immigration laws）》前往埃利斯島進行檢查和詢問[246]
- 1912年5月25日，鐵達尼號生還者留下的救生衣
- 1912年5月29日，喀尔巴阡号船長亞瑟·羅斯特龍接受生還乘客代表瑪格麗特·布朗頒發救援表彰獎盃

### 保險理賠和援助生還者
1912年1月，鐵達尼號和奧林匹克號的船體和裝備已透過倫敦勞埃德保險社投保，每艘船的投保金額為100萬英鎊（幣值相當於今天的9,100萬英鎊）。該保險單是15萬英鎊以下「分損不賠」，這意味着保險公司只會支付超過該數額的損失。保險經紀人威利斯法伯公司（現在的威利斯集團）談判的保費是每100英鎊15先令（75美元），或者一年7,500英鎊（幣值相當於今天的68萬英鎊）。勞埃德保險社在30天內向白星航運支付了全部欠款。多個慈善機構為了幫助受害者及其家屬而設立，許多家庭失去唯一的經濟支柱，大部分三等艙生還者也在船難中失去所擁有的一切。4月29日，男高音歌手恩里科·卡魯索、女高音歌手瑪莉·加登和大都會歌劇院成員籌集了12,000美元（幣值相當於2014年的30萬美元），透過舉辦特別音樂會協助受害者，其中演奏的歌曲包括《秋日之思》和《與主更親近》。在英國，為鐵達尼號失蹤船員組成的救援基金會籌集了近45萬英鎊（幣值相當於2014年的4,100萬英鎊），該基金會直到1960年代都還在運作。生還乘客瑪格麗特·布朗代為照顧在事故中喪父的幼童麥可·馬塞爾·納瓦雷蒂（Michel Marcel Navratil）和愛德蒙·羅傑·納瓦雷蒂（Edmond Roger Navratil），直到他們的母親從法國抵達紐約。她也發揮了社會影響力、多國語言能力和慈善行動經驗，協助許多生還者尋找親友或緊急援助，並建立了生還者委員會，擔任該委員會的主席，為貧困生還者籌集了近1萬美元的援助資金。多年後，她仍繼續在生還者委員會中服務。

### 災難調查
在生還者抵達紐約之前，美國和英國都開始計劃調查沉沒事故，以了解事件始末，並總結出防範措施來防止此類事件再次發生。美國和英國各自都進行了調查，前者強烈批評傳統慣例和業務過失，後者重視航海技術和專家意見。4月19日，喀尔巴阡号抵達紐約隔天，美國參議院鐵達尼號沉沒調查委員會正式成立，由美國參議員威廉·阿爾登·史密斯擔任主席。參議院調查委員會想要從乘客和船員那裡收集證詞，而這起海上事故對他們來說仍然是全新的領域，因此還需要傳喚所有生還的英國乘客和船員；由於這些生還者仍然在美國境內，使他們在美國調查完成前不能返回英國。鐵達尼號生還的副官都對美國當局感到不滿，因官員用對待三等乘客的方式對待他們，以及「調查沉船事故的美國官員卻不懂船舶或航海知識」。英國媒體譴責威廉·阿爾登·史密斯是一個機會主義者，批評他高調的進行公開調查，認為這是他為了獲得政治威望並趁機「踏上世界舞台」的一種手段。然而，威廉·阿爾登·史密斯身為美國鐵路安全運動的倡導者已經享有聲譽，他也希望調查鐵達尼號實際擁有者——銀行家約翰·皮爾龐特·摩根任何可能的不當行為。
英國貿易委員會委由默西勳爵擔任主席，於5月2日至7月3日間展開英國沉船專員鐵達尼號沉沒調查。基於這起官方調查是由曾經批准鐵達尼號營運的英國貿易委員會管理，有人認為調查存在利益衝突，或者會疏忽白星航運的不當行為。兩國調查都收集了鐵達尼號乘客及船員、加州人號的船員、喀尔巴阡号船長亞瑟·羅斯特龍和其他專家的證詞。英國的調查還取得了更多專家證詞，成為迄今為止英國歷史上最長和最詳細的調查法庭。這兩項調查得出的結論大致相同——法律規定船隻必須攜帶的救生艇數量已經不足而且過時、船長史密斯未能適當注意海上冰情警告、救生艇沒有正確配置或裝滿人員、碰撞事故是在危險區域內航速過快的直接結果。
兩項調查均未列出國際商業海洋公司（母公司）或白星航運公司（鐵達尼號營運商）的過失也是因素之一。美國的調查得出結論，那些關鍵營運者是遵循標準慣例，因此這場災難只能被歸類為天災。英國調查得出的結論表示，船長史密斯採取的慣例已經沿用了很長時間，而且從未證明過該慣例存在風險。調查還指出，英國船隻在過去十年間已經運載了350萬人次，期間僅有73人喪命，並得出結論認為船長完成了工作，「在同樣的職位上，其他技術一樣熟練的人也會採取同樣的作法」。不過，默西勳爵特別指出：「在無數的冰情警告下仍保持着極高的速度」「毫無疑問，鐵達尼號遭遇的任何錯誤，未來都有可能在任何類似情況下產生」。
- 1912年5月25日，生還乘客科斯莫·達夫-戈登爵士的證詞是調查重點，吸引許多社會人士旁聽
- 1912年5月25日，初級電報員哈羅德·布萊德（照片中央）出席作證
- 1912年5月27日，參議院調查委員會正在質疑白星航運董事長布魯斯·伊斯梅（托腮者）的說詞

### 加州人號的爭議
調查中最具爭議的問題之一，便是事故當時距離鐵達尼號不到30公里的加州人號，這艘船對鐵達尼號電報員發出的求救信號完全不知情，對鐵達尼號發射的遇險訊號彈也未予響應。英國調查事故前的證詞顯示，22時10分，加州人號船長史丹利·洛德以雙筒望遠鏡觀察到南方有個像是小船或恆星的亮點，但無法確定，於是詢問加州人號唯一的電報員希瑞爾·伊凡斯是否知道該地區的任何船隻，伊凡斯回答：「只有鐵達尼號」。船長下令通知對方冰情警告，再經過二次觀察後，認為遠方那艘船隻的規格很小，不可能是鐵達尼號。三副查爾斯·格羅夫斯（英文：Charles Groves）也認為是艘小船。22時30分，加州人號船長下令在大量海冰前停船，計畫在此過夜，等待白天視線良好再尋找安全的航線。
22時55分，加州人號電報員希瑞爾·伊凡斯向周圍發出最後一次警告「我們被周圍的冰山擋住了」，但這則電報遭到鐵達尼號高級電報員傑克·菲利浦斥責後中斷。於是伊凡斯便關閉無線電，休班就寢，三副查爾斯·格羅夫斯也於23時10分休班。23時50分，其他副官觀察到遠方那艘船的燈光閃爍，彷彿已經關閉引擎或急轉彎，當時左舷的燈光已經清楚可見，根據船長史丹利·洛德的命令，船員使用光線發射摩斯電碼，執行了兩次，但都無法確認對方是不是鐵達尼號，連電碼有沒有傳送到對方視線裡都無法確定。如果鐵達尼號和加州人號的距離像史丹利·洛德主張的那麼遠（31.4公里），那麼他知道或應該知道光線發射的摩斯電碼無法辨識。一個合理和審慎的行動方式應該是喚醒就寢中的電報員，並指示他嘗試以電報聯繫鐵達尼號。如果史丹利·洛德這樣做，加州人號有可能及時趕到事故現場挽救更多生命。
事故當晚23時左右，船長史丹利·洛德到海圖室休息。然而，值班二副赫伯特·史東（Herbert Stone）在1時10分通知船長，遠方船隻發射了五枚訊號彈。船長想知道他們發射的是否為公司信號，即用於識別的彩色訊號彈。二副表示不確定訊號彈的含義，因為訊號彈均為白色。船長指示船員繼續用光線發射摩斯電碼，然後返回室內就寢。1時50分，二副再度觀察到三枚訊號彈，他指出那艘船在水中看起來很奇怪，好像正在傾斜。2時15分，船員通知船長「無法再看見那艘船了」。船長再問訊號彈是否有任何顏色，船員回答「全都是白色的」。5時30分左右，大副喬治·史都華（George Stewart）喚醒電報員，告訴他夜間出現了訊號彈，並要求他嘗試聯絡任何船隻，於是他收到鐵達尼號沉沒的消息，立即通知船長，開始進行援助行動。在喀尔巴阡号已經救起所有生還者後，加州人號才抵達現場。
調查發現，加州人號看到的船實際上就是鐵達尼號，而且加州人號及時執行拯救是有可能的，因此調查結果宣布加州人號船長史丹利·洛德行事不當。史丹利·洛德終其一生都在捍衛自己的清白，許多研究人員根據兩艘船當時已知的位置表示，鐵達尼號不可能是神祕船隻。這個話題也因此產生無數的激烈辯論，成為「加州人號事件」。2012年歷史學家提姆·馬丁指出，由於冷暖洋流在事故地區交匯而產生光學現象。在人類視野中，地平線附近的物體會折射、疊加、延展或扭曲，導致鐵達尼號瞭望員看不見遠處冰山，加州人號船長也看不出遠方的鐵達尼號是一艘大船，雙方的判斷條件在22時30至23時30分之間同時受到嚴重影響，這可以解釋加州人號沒有採取行動的原因。

### 搜索和安葬死者
白星航運收到大量死亡的事故消息後，隨即在加拿大哈利法克斯租用了海底電纜維修船麥凱-貝內特號前往現場搜索遺體。其他三艘加拿大船隻陸續加入搜索，包括佈纜工作船米尼亞號（Minia）、燈塔補給船蒙馬尼號（Montmagny）及捕獵船阿爾及利亞號（Algerine），每艘船都有準備防腐用品、棺材和冰塊，並有殯葬人員和神職人員隨行。在最終找到的337名遇難者遺體中，喀尔巴阡号已經先海葬了4具遺體、搜索船隻尋獲328具遺體、路過船隻尋獲5具。大部分遺體都有編號，只有喀尔巴阡号海葬的4具遺體沒有編號。
4月20日，先到達沉船現場的船隻麥凱-貝內特號發現了很多遺體，船上的防腐用品很快耗盡。根據加拿大政府衛生法規的要求，只有經過防腐處理的遺體才能返回港口。麥凱-貝內特號船長范德瑞克·拉爾德（Frederick H. Larnder）和船上的殯葬人員決定只將棺材保留給頭等乘客的遺體，透過服裝、衣物標籤、隨身物品等任何特徵來進行視覺辨識；二等乘客的遺體防腐處理後用帆布遮蓋；119具三等乘客和船員的遺體則直接海葬。范德瑞克·拉爾德確認許多海葬遺體都穿着海員衣服；處理遺體的人員表示，死者們作為水手，對於自己回歸大海會感到滿意。
尋獲的其餘209具遺體都進行了防腐保存，於4月30日運抵哈利法克斯港，這裡是最靠近鐵路運輸的主要海港。哈利法克斯戶籍員約翰·亨利·巴恩斯特德（英文：John Henry Barnstead）開發了一套詳細的清單記錄系統，來識別遺體並保護死者的個人財物。來自北美各地的親屬前往哈利法克斯識別和認領遺體。為了尋找廣闊且溫度夠低的場所，戶籍員最終在五月花冰壺俱樂部的冰壺溜冰場設立大型臨時停屍房，並從加拿大東部各地召集一些殯葬人員協助處理。親屬們總共認領了大約三分之二的遺體，59具運往北美和歐洲的家鄉埋葬。根據發現遺體的順序，身份不明的罹難者只能憑編號在墓碑刻上簡單的數字。尋獲的罹難者遺體中，有150具都埋葬在三座哈利法克斯公墓中，最大的是錦綉公墓（121具），其次是附近的橄欖山公墓（19具）和赫希男爵公墓（10具）。
5月13日，海洋號远洋班轮在距離沉船現場320公里的海域發現一艘救生艇，上面有3具遺體。事故當天，指揮14號救生艇的鐵達尼號五副哈羅德·羅威曾帶人返回沉船現場搜救，他們從A折疊艇救起了十幾名男性和一名女性，但留下了其他3具遺體。經查證後，這3人是頭等艙乘客湯森·貝帝、一名生火員和一名水手。取回A折疊艇後，3具遺體以海葬方式處理。5月22日，捕獵船阿爾及利亞號尋獲最後一具遺體，確認其身分為頭等艙餐廳服務生詹姆斯·麥葛瑞迪（英文：James McGrady），6月12日埋葬於橄欖山公墓。搜索遺體行動和路過船隻意外尋獲的最終結果為：喀尔巴阡号找到4具、麥凱-貝內特號找到306具、米尼亞號找到17具、蒙馬尼號找到4具、阿爾及利亞號找到1具、海洋號找到3具、伊爾福號（英文：Ilford）找到1具、渥太華號（英文：Ottawa）找到1具。最終只有尋獲337名鐵達尼號罹難者的遺體，約佔死亡總人數1,514中的五分之一。其餘遺體隨着船隻沉沒，被海流沖散在數百公里外，難以進行搜尋。6月時，最後的搜索船隻報告觀察結果，許多海中遺體已經快速腐爛，其身穿的救生衣正在分離上浮，所有四散的遺體都將沉落海底。

### 姐姐奧林匹克號
4月14日晚間，奥林匹克号正從紐約回程，電報員歐內斯特·詹姆斯·摩爾（英文：Ernest James Moore）聽到鐵達尼號的遇險呼叫，當時奧林匹克號距離鐵達尼號930公里。船長赫伯特·哈德多克計算了一條新航線，命令機艙全速前進趕往協助救援。當奧林匹克號朝着鐵達尼號最後一個已知位置航行了740公里後，收到來自喀尔巴阡号船長亞瑟·羅斯特龍的電報，表示他們已經趕抵現場，奧林匹克號沒有必要繼續前往救援，因為「全部救生艇上約675人已經得救，鐵達尼號已經於2時20分左右沉沒」。奧林匹克號提議協助運送生還者，但被喀尔巴阡号船長婉拒，因為他擔心與鐵達尼號一模一樣的奧林匹克號會引發生還者們恐慌。奧林匹克號隨後恢復正常航線，為了向遇難者致哀，取消船上所有娛樂活動，於4月21日抵達南安普敦。
與鐵達尼號一樣，奧林匹克號也沒有攜帶足夠多的救生艇，因此在返回英國後急忙裝備額外的折疊救生艇。1912年4月底，當她即將從南安普敦駛往紐約時，該船的生火員們進行罷工抗議，因為他們擔心新的折疊救生艇不夠安全，於是白星航運緊急從利物浦雇用了100名工人接替罷工者。在接下來的幾個月裡，奧林匹克號經常配合協助美國和英國對這起災難的調查。兩國調查代表團都檢查了奧林匹克號的救生艇、水密門、艙壁以及其他與鐵達尼號相同的設備。1912年5月，奧林匹克號為英國的調查代表團進行了航海測試，查驗該船能以多快的速度完成兩個轉向點，用來估算鐵達尼號在看到冰山後需要多少時間來轉向。
1912年10月9日，為了防止沉船事故再次發生，白星航運將服役中的奧林匹克號撤回，交與建造方哈蘭德與沃爾夫造船廠進行修改，以提高安全性。奧林匹克號在小艇甲板上安裝了更多吊艇架，將攜帶的救生艇數量從20艘增加至68艘，在鍋爐房和發動機室內也建造了一道防水內蒙皮，形成更加堅固的雙層船體；5道防水艙壁延伸至B層甲板，達到完整的船體高度，這可以防止海水跨越艙壁的問題；在發電機室內增加一道防水艙壁，使水密艙室的總數達到17個；此外抽水設備也進行了升級。這些改造使得奧林匹克號能夠在類似的冰山碰撞事故中倖免於難，因為她已經能在前6個水密艙室同時進水的情況下依然保持漂浮力。

## 殘骸及相关事件
自鐵達尼號沉沒後，多年來人們為了試圖搜尋及打撈殘骸而提出了許多方案，但是都未能成功。主要面臨的難題是——鐵達尼號殘骸位置的水壓超過450巴（4,100萬帕斯卡），而且海底深度超過3,700公尺，非常難以尋找。世人為了尋找殘骸而進行無數次計畫和探險，大多數都因技術限制、不切實際、資金缺乏以及各種困難而失敗。直到1985年9月1日，前美國海軍軍官羅伯·巴拉德率領的一次美國法國聯合遠征隊才成功，他們在紐芬蘭大淺灘以南的一處海底峽谷發現了殘骸，現在這個區域已經稱為鐵達尼號峽谷，距離事故當晚電報員發出的不準確坐標相差21.2公里；距離哈利法克斯1,151公里、距離紐約2,012公里。。
該團隊發現，鐵達尼號事實上已經斷裂，船首與船尾相距約600公尺，因此推測在海面上就已經分離，沉落海床後的位置才會相差這麼多。船首撞擊海床後陷入18至20公尺深的淤泥中，外型仍可辨識，船尾也陷入淤泥中，不一樣的是整個外型呈現嚴重擠壓破裂的狀態。事故當時，鐵達尼號斷裂的兩個部分以相當快的速度撞擊海床，導致船首向下彎曲，而船尾外殼完全坍塌。船首是最完整的部分，仍然有一些內部結構沒有毀壞。相反，船尾的原始模樣幾乎全毀，露出了2臺往復式發動機，甲板也相互重疊，大部分船體外板都已撕裂分離，四散在海底。船尾嚴重受損是在下沉過程中造成的，因為機房和堰艙曾發生內爆、然後在旋轉的下墜過程中沖刷剝離，其餘部分則因為與海床的碰撞而坍塌。
除了這兩段船體結構，周圍則是一個大約8乘4.8公里的碎片地帶，包含了成千上萬來自鐵達尼號的物品，如船體碎片、家具、餐具和許多個人物品。這些四散物品是在沉沒過程中溢出、或船體撞擊海底時噴出來的。碎片地帶也是鐵達尼號罹難者最後的安息之地，在海洋生物和細菌的吞噬與消耗下，大多數屍體和衣物都已經完全消失；皮鞋和皮靴因為經過鞣製，海底生物不會吃，所以殘骸遺址到處都有成雙成對的鞋子，成為遺體曾經躺在那裡的唯一標誌。多年來，殘骸的狀況顯著惡化，特別是探險者的遙控潛水器意外損壞船體，但主要是因為鐵達尼鹽單胞菌的增長速度加快。根據2006年的專家估計，鐵達尼號船體和結構將在50年內徹底消失，只留下更耐用的金屬配件如螺旋槳、銅質絞盤、指南針和傳動裝置，其餘部分都會縮小成海床上的一片鏽跡。2012年4月16日，即沉沒事故發生一百週年之後的第二天，美國國家海洋暨大氣總署發布一張2004年鐵達尼號殘骸現場的照片，顯示泥沙當中可能仍有罹難者遺骸。這張照片是羅伯·巴拉德與美國國家海洋暨大氣總署的一次考察期間拍攝的，泥沙中有一件大衣及靴子，海洋遺產計畫負責人詹姆斯·狄加度（James Delgado）表示：「依照這些衣物散布的樣子判斷，足以證明這是某個人安息的地方」。

### 遺址保護
自從1985年發現殘骸以來，探險家、科學家、電影製片人、遊客和打撈者多次造訪鐵達尼號殘骸，這些人已經從碎片地帶打撈起上千樣物品進行保護或公開展示。鐵達尼號殘骸的條件符合2001年聯合國教科文組織《水下文化遺產保護公約》的管轄範圍，代表參加該公約的所有締約國將禁止對殘骸及其物品進行掠奪、商業開發、銷售和分散。由於殘骸在國際水域中的位置特殊，它的管轄權不屬於任何單一國家，該公約提供一個國家合作系統，各國透過該系統相互通報任何有關古代沉船遺址的潛在活動，如合作防止針對鐵達尼號殘骸任何不科學或不道德的干預。前美國國務卿約翰·凱瑞表示，應該訂立更強有力的法律，保護該遺址免遭「打撈和侵入性研究」，但由於殘骸的位置，限制了美國政府的管轄權。海洋遺產計畫負責人詹姆斯·狄加度補充說，需要特別為鐵達尼號殘骸制定一項國際條約，在英國、加拿大、法國和美國之間進行談判。

### 2023年泰坦號潛水器事件
2023年6月18日，海洋之門遠征營運的泰坦號（Titan）潛水器在紐芬蘭海岸附近的北大西洋失踪。這艘潛水器設計可搭載5人，目的是探訪鐵達尼號殘骸。根據英國廣播公司和其他媒體報導稱，船上共有五名機組成員，包括哈米什·哈丁，潛水器在下水後失去聯繫而失蹤，據信其空氣儲備足夠支撐96小時，當前多個政府機構和深海公司正在提供援助進行救援行動。6月22日，在搜救行動開展約80個小時後，一架遙控水下探測器（ROV）在距離鐵達尼號殘骸約500公尺處找一片殘骸區。殘骸中包括潛水器的錐形尾部，共分五大塊散落在海床上。救援隊研判潛水器發生了嚴重的內爆，而深海極強的水壓導致乘員幾乎瞬間死亡。

## 遺產

### 海事安全
鐵達尼號發生沉沒事故後，英國和美國的調查委員會都提出強烈建議，要求對海事法規的安全措施進行重大革新，例如船隻要提供更多救生艇、妥善執行救生艇演習，全天候有人駐守無線電設備。鑒於鐵達尼號沉沒事故造成的嚴重後果，以及調查委員會的建議，各國在海事安全條例上達成共識，於1914年通過了《國際海上人命安全公約》，這項措施至今仍在規管全世界的海事安全。《國際海上人命安全公約》定期修訂更新，並於1974年通過了一個全新的版本。公約簽署國隨後透過國家立法實施新標準。例如英國貿易委員會於1914年5月8日制定新的《救生設備規則》，1914年6月在利物浦舉行的英國輪船公司會議上生效。
此外，美國政府通過了《1912年無線電法》，該法案與《國際海上人命安全公約》一樣明文規定，客船上的無線電通信將每天24小時運行，不得間斷；而且必須安裝備用電源，以免錯過其他船隻的遇險呼叫；客船也必須與其附近船隻以及沿岸的陸上無線電台保持聯繫。此外，《國際海上人命安全公約》同意，從任何船隻上發射的紅色訊號彈必須解釋為求助標誌。《1912年無線電法》則同意海上訊號彈一律代表遇險信號，從而消除其他船隻可能出現的任何誤解。
1914年，為了監測大西洋的冰山情況、破壞性障礙物和危險季節期間的海上安全問題，13個參與跨大西洋航行的國家代表達成協議，由美國海岸防衛隊成立國際冰山巡邏隊，各個協議國家共同支付管理費用。該單位會派出飛機進行初級偵察，負責監測北大西洋的冰山動向，並通報可能對跨大西洋海上交通構成威脅的位置。此外，該單位也向所有在浮冰區航行的船隻收集訊息。除了第二次世界大戰以外，國際冰山巡邏隊自1913年以來每個季節都保持着運作。在此期間，巡邏區域內從未發生過與冰山碰撞而造成生命或財產損失的單獨報告。1912年，英國貿易委員會特別批准由三桅帆船斯科舍號擔任紐芬蘭大淺灘的氣象觀測船，持續監測冰山，並在該船安裝馬可尼無線電報設備，以便她能夠與拉布拉多和紐芬蘭海岸的電台進行通訊。

### 對於北愛爾蘭的意義
鐵達尼號是在北愛爾蘭首都貝爾法斯特建造的，這裡最著名的地點便是哈蘭德與沃爾夫造船廠的船台原址，這間造船廠在貝爾法斯特港除了鐵達尼號，還建造了超過1,600艘船隻。隨着時間過去，雖然世界各地逐漸認真看待這座城市的榮耀和悲劇，但是對當地人來說，鐵達尼號在整個20世紀仍然是一個禁忌話題。沉沒事故帶來了巨大的悲痛，並對整座城市一貫的自豪造成打擊，而它的造船廠也是許多天主教徒認為有敵意的地方。在20世紀後半葉，長達三十多年的宗派衝突期間，鐵達尼號提醒人們必須關注公民權利，這是對北愛爾蘭問題的部分貢獻。雖然在整個20世紀中，鐵達尼號的命運仍是當地人眾所周知的故事，但由於當地長期的暴力衝突，所以對於鐵達尼號遺產方面的商業投資並不多。動亂在1998年簽署《貝爾法斯特協議》後告終，造訪北愛爾蘭的海外遊客急劇增加至3,000萬人（到2008年時增加100%）。
2003年，貝爾法斯特市發起重建計劃，將皇后島（原哈蘭德與沃爾夫造船廠的造船區域）重建為旅遊濱水中心，並更名為鐵達尼區；新城區將沿着拉干河開發綜合項目，建造住宅、零售店、飯店、辦公大樓及其他娛樂和文化設施。2004年，北愛爾蘭旅遊局確立了戰略行動框架，鑒於全球對鐵達尼號的重要性和興趣（部分原因是1997年的電影《鐵達尼號》），北愛爾蘭沒有充分利用文化遺產作為旅遊景點。因此從一些較小的項目開始發展觀光，例如鐵達尼號紀念碑以及鐵達尼號紀念館。2012年是鐵達尼號誕生的一百周年紀念，在鐵達尼號及奧林匹克號的建造原址旁，鐵達尼號紀念館於當年3月31日正式開幕，這是北愛爾蘭第二大的遊客景點，2016年度的總接待遊客達到667,000人次。該館對北愛爾蘭具有特別意義，不僅銘記了出色的造船史和工業奇蹟，也代表貝爾法斯特終於接受了鐵達尼號的遺產。如今鐵達尼區已是北愛爾蘭最受推崇的景點，成為世界級的教育、就業、娛樂和旅遊設施的主要中心。鐵達尼號曾經是當地一個敏感的故事，現在已成為北愛爾蘭最具代表性和團結的象徵之一。

### 歷史文物及展覽
除了貝爾法斯特建造原址上的博物館，世界各地許多博物館也有展示與鐵達尼號相關的內容。位於東貝爾法斯特的阿爾斯特民俗和交通博物館有一個鐵達尼號的大型展覽。在英國，南安普敦的海洋城市博物館保存了有關鐵達尼號的文物，包括生還者及罹難者家屬捐贈的物品，另外還有英國調查場景的影音重現、相關電影作品和紀念品；利物浦的默西塞德郡海事博物館擁有6.1公尺長的鐵達尼號船體模型；而倫敦的國家航海博物館則展出大型的鐵達尼號相關收藏品，由1958年英國電影《此夜永難忘》的製作方捐贈。
美國擁有最多的相關博物館。麻薩諸塞州春田市印第安果園的鐵達尼號歷史學會博物館展品包括鐵達尼號的原始藍圖、乘客約翰·雅各·阿斯特四世的救生衣、原始無線電報訊息、一件頭等艙乘客的夾克、餐廳菜單、頭等艙地毯樣品及結冰信號裝置。密蘇里州布蘭森的鐵達尼號博物館以模仿鐵達尼號船首的建築外型而著名，展出許多乘客設施、電報室和機房的複製品。田納西州鴿子谷的鐵達尼號博物館也重建了許多乘客設施，並讓遊客體驗當時海水的冰冷及鍋爐房的炎熱。佛羅里達州奧蘭多的鐵達尼號體驗館（Titanic The Experience），除了重建許多設施和文物展示外，也擁有互動式內容和演員導覽。在當時是搜尋遺體基地的哈利法克斯，大西洋海洋博物館展出許多生還者及罹難者家屬捐贈的物品，以及災難發生幾天後從海中打撈的物品，包括木製品、頭等休息室的鑲板和甲板躺椅；其中也有一些取自罹難者遺體身上攜帶的物品。在紐芬蘭開普雷斯的麥瑞克電訊解讀中心（Myrick Wireless Interpretive Centre），則展示數百條來自乘客的電報、鐵達尼號的遇險呼叫以及當時其他船隻協調救援工作的紀錄
。
合法擁有鐵達尼號殘骸打撈權、文物所有權及展覽獲利權的皇家郵船鐵達尼號远洋班轮公司（母公司為美國第一展覽公司），已經從殘骸遺址打撈出許多手工藝品，隨後在巴黎、斯堪地那維亞及英國舉辦為期一年的文物展覽。取得廣泛歡迎後，也在美國拉斯維加斯樂蜀酒店內建立永久性的大型展覽，以及世界各個城市的巡迴展覽會，展品包括打撈上岸的大件船體（22公噸重）、行李、汽笛、地磚、香檳酒和部分散步甲板。2016年時，該集團因經營不善宣告破產，其持有的五千多項鐵達尼號文物開放公眾競標（包括珠寶、船艙擺設、樂器、乘客私人信件、遺書與私人遺物等），市值總價超過2億美金，引發世界爭議。2018年中，負責監管破產程序的美國佛羅里達北區聯邦地區法院限制這批歷史文物不得分拆、必須綑綁拍賣。包括英國多家博物館及美國多家對沖基金公司都加入了競標。
- 鐵達尼號上的一個舷窗（英语：Porthole）
- 鐵達尼號上的部分鉚釘
- 鐵達尼號小艇甲板上一張長椅的部分零件

- 鐵達尼號上一間三等艙客房的展覽複製品
- 鐵達尼號上一間頭等艙客房的展覽複製品
- 鐵達尼號A層甲板主樓梯的展覽複製品

## 文化影響
自1912年沉沒事故之後，鐵達尼號和她遭遇的災難在流行文化中發揮了重要作用，啟發了許多書籍、劇本、電影、歌曲、詩歌和藝術作品，多年來一直是公眾着迷的對象。鐵達尼號的故事以許多相同方式重複解讀，包括人類在第二次工業革命後的傲慢象徵、改進失效安全的契機、典型的災難故事、階級分化的現象，以及個人英雄主義的浪漫悲劇。鐵達尼號啟發了許多道德、社會和政治隱喻，並常被援用為人類野心與大自然對抗的警世故事。20世紀後期，鐵達尼號曾有三到四次公共利益浪潮。第一次在沉沒之後立即出現，但由於第一次世界大戰爆發而突然結束，戰爭對大多數人來說是一個更大、更直接的問題。第二次是1955年沃爾特·路德的著作《此夜永難忘》出版。第三次是1985年羅伯·巴拉德發現了鐵達尼號殘骸，引發了一股持續至今的興趣浪潮。第四次是1997年詹姆斯·卡麥隆發行賣座電影《鐵達尼號》，使文化影響來到全球性的高峰。此外，2012年歌詩達協和號觸礁事故（鐵達尼號沉沒事故一百週年前的幾個月），也使鐵達尼號再度成為流行文化的熱門主題。
即使在1912年，公眾對災難的高度興趣也在某些方面產生了強烈的反對意見。小說家約瑟夫·康拉德（他自己也是一名退休的水手）寫道：「我不會被那個事件的虛假、寫作、戲劇方面所困擾，這既不是戲劇，也不是通俗劇，也不是悲劇，而是暴露狂妄自大的愚蠢」。然而，正如約翰·威森·福斯特所指出的那樣，鐵達尼號本身可以視為一個舞台，從船艙的嚴格階級分離、內部宏偉的建築裝修，以及首航本身都有戲劇性的色彩；提前宣傳並突顯了這艘世界上最大船隻首航的歷史性質，並且有大量乘客專門為此次航行而登船。乘客和船員可以被視為許多角色的原型，約翰·威森·福斯特總結為「富人、社交名流、無名英雄、懦夫、烈士、懺悔者、擅離職守者、堅守崗位者、窮人移民、顯性英雄等」。
在這樣的解釋中，鐵達尼號的故事可以視為一種道德劇。根據約翰·威森·福斯特的另一種觀點，他認為鐵達尼號位於古典希臘悲劇之間——傲慢的主題、財富和虛榮、在最後的災難中遭遇冷漠的命運。這個故事也與伊莉莎白時代的悲劇人物樣板相匹配，包括英雄主義、喜劇、諷刺、多愁善感和最終的悲劇。簡而言之，鐵達尼號的故事很適合各式各樣已建立的戲劇樣板，使得流行文化很難不以這些方式解釋它。作家史蒂芬妮·巴切夫斯基（Stephanie Barczewski）將這場災難形容為「人類歷史上最令人着迷的單一事件之一」，她也指出鐵達尼號沉沒故事會持續流行的諸多因素：「建造出這艘远洋班轮，象徵着人類聰明才智以及獨創性的標誌。在與大自然力量短暫的抗衡中，巨船毀滅則代表人類失敗的可能性」。人性方面也是公眾迷戀的主因，不同的人以不同方式——對死亡的威脅做出反應 ——有人接受命運、有人為生存而戰。船上的許多人不得不在他們的人際關係中作出不可能的選擇：與丈夫和兒子待在船上，或獨自搭上救生艇生存下來，但是要一個人面對不確定的未來。她總結說，這個故事讓世人擺脫了傲慢和自滿：「它的核心是讓我們想起人類的局限性」。
這場災難稱為「一齣悲慘事件像鐘錶般斷然的凍結時間，成為一個令人難以忘懷的隱喻」——鐵達尼號不僅僅是一種比喻，她能代表更多意義；文化歷史學家史蒂芬·比爾（Steven Biel）描述為「相互矛盾的隱喻，每個人都在爭論災難的社會和政治意義，堅持認為這是真正的意義、真正的教訓」。鐵達尼號的沉沒在很多方面得到了解釋，有些人用宗教方式將其視為神聖審判的隱喻，因為他們所看到的是富裕乘客的貪婪、自大和奢侈。其他人則為留在船上的人解釋為「展示自我犧牲，以便婦孺可以逃脫的基督徒道德」。從社會角度來看，它可以傳達關於階級或性別關係的訊息。似乎有一些「女人和小孩優先」原則確認了俠義男子氣概，以及女性從屬於男性「自然」狀態，這種觀點受到女權主義運動者抵制。此外，諸如千萬富豪約翰·雅各·阿斯特四世和班傑明·古根海姆的自我犧牲，證明了富人和強者的慷慨和道德優越，而三等艙乘客和船員高度的死亡人數，成為工人階級的低重要性標誌；這種觀點主要認為英美乘客和船員的行為證明了「盎格魯－撒克遜價值觀」在危機中的優越性、船東和英美精英的傲慢和狂妄導致災難，或者是人類對技術進步及過度自滿的愚蠢行為。解釋方式和角度如此廣泛，因此讓這場災難經過許多年後仍是民眾爭論和着迷的主題。

## 一百周年紀念
2011年5月31日12時15分，為了紀念鐵達尼號远洋班轮下水儀式的一百周年，在貝爾法斯特建造原址的紀念碼頭上發射了一枚訊號彈，哈蘭德與沃爾夫造船廠周圍的所有船隻都響起了喇叭，聚集的群眾整整鼓掌62秒，這是1911年鐵達尼號滑下船台時所花費的時間。2012年的沉沒一百周年紀念以紀念郵票和硬幣為特色，包括音樂劇、電台節目、遊行和展覽。3月27日，《鐵達尼號3D》在倫敦皇家阿爾伯特音樂廳首映，導演詹姆斯·卡麥隆和女主角凱特·溫斯蕾出席典禮。英國獨立電視台製作由奧斯卡獎得主朱利安·費洛斯編寫的迷你劇《鐵達尼號》，於3月至4月播出。3月22日至4月22日，一齣名為《冰山在正前方！》的原創舞台劇於在倫敦演出。另一齣歌劇《北方的白星》在貝爾法斯特演出。4月20日至22日，在利物浦舉行街頭劇場活動「海洋奥德赛：巨偶展」，紀念沉沒的鐵達尼號。4月10日，英國歌手羅賓·吉布和他的兒子與皇家愛樂樂團合作，演唱了《鐵達尼號安魂曲》，舞台上還播放與鐵達尼號相關的全像投影。
4月10日，南安普敦的海洋城市博物館開幕，紀念鐵達尼號的首航日；這間博物館旨在展示南安普敦長達兩千年的海洋歷史，以及紀念那些與鐵達尼號一同沉沒的549名市民。同一天，英國廣播公司國際頻道播出紀錄片《鐵達尼號的獨白》（Titanic—In Her Own Words）。該節目使用語音合成重建鐵達尼號和其他船隻收發的原始摩斯電碼，英國廣播公司指出：「所有這些訊息都是當時用銅版體手寫記錄的，現在分散在世界各地不同的收藏中，但將它們集中起來，就能形成一個獨特的文件」。4月14日晚間，BBC廣播二台根據生還者證詞，製播一檔三小時的災難記錄片，播出內容與沉沒事故發生的時間相吻合。除了陸地上的紀念活動，還有兩艘船抵達鐵達尼號沉沒的地點舉行追悼會。弗雷德奧爾森郵輪公司旗下的巴摩拉號遊輪（Cruise ship）與麥爾斯·摩根旅行社合作，推出「鐵達尼號紀念之旅」，4月8日從南安普敦出發，按照當年鐵達尼號首航的路線航行，並停留在事故地點舉行紀念儀式。
4月10日，精鑽旅行號離開紐約，乘客全是鐵達尼號故事的愛好者，許多人穿着一百年前的服裝，還在哈利法克斯靠岸、拜訪121名罹難者的墳墓。

## 複製船
對於建造鐵達尼號複製船的計畫，已經出現過幾個建議和研究。1998年，美國科技雜誌《大眾機械》諮詢韋伯學院後，提出鐵達尼號複製船的經濟可行性不高，由於工程技術上的挑戰，建造成本大約是現代遊輪的兩倍。同年，南非商人賽瑞爾·蓋斯（Sarel Gaus）提出鐵達尼號複製船的計劃，並表示他已經掌握了原始藍圖。在與貝爾法斯特的哈蘭德與沃爾夫造船廠進行可行性研究之後，他於2000年6月向貝爾法斯特市議會提交計畫，建造成本約為5億英鎊。一開始，賽瑞爾·蓋斯的目標是建立一艘完整複製船，並會攜帶數量足夠的救生艇，但由於《國際海上人命安全公約》現代防火條例的規定，已經禁止在船艙內部大量使用木材，且按照其他規定，救生艇放置的高度也不能像鐵達尼號那樣高，現在要求救生艇位置不能距離水線超過15公尺。因此鐵達尼號複製船需要高度豁免，類似瑪麗皇后二號的高度豁免。2006年，這個鐵達尼號複製船計畫因為成本高昂、公眾支持度低而放棄。
2012年4月30日，澳大利亞億萬富翁克萊夫·帕爾默宣布了鐵達尼號複製船計畫，稱為「鐵達尼號II」，他還成立藍星航運公司（Blue Star Line）來建造和營運該船。首航原定於2016年，後來延期到2018年。該船在設計上盡可能接近原始鐵達尼號，但是會符合現代規範，增加船體寬度、增加減搖鰭、焊接船體、具有球狀船首、柴油動力的全向推進器、在煙囪內加裝逃生樓梯、額外的「安全甲板」救生艇和海上撤離系統，以及現代郵輪的衛生及安全功能。船舶工程公司德爾塔海洋（Deltamarin）受聘設計該船。根據2012年7月17日公佈的總體安排，複製船的長度應與原船相同，但寬度增加4.2公尺，且其吃水會低3公尺。下層甲板客艙是「典型的現代遊輪」，而上層甲板客艙和公共空間將「如同原船一樣」。2015年3月，鐵達尼號II的設計工作暫停。2018年10月，帕爾默表示首航時間敲定在2022年：「新船將承襲原本的航線，從南安普敦橫跨大西洋航向紐約，之後也會環遊世界為旅客服務」。
2014年1月13日，中國七星能源投資集團宣布投入10億人民幣的資金，由中國船舶重工集團子公司武昌造船廠建造中國鐵達尼號複製船，基於鐵達尼號的原始設計，並獲得來自美國和英國的設計師和技術人員協助；但不會出海航行，建成後將永久停泊在中國四川省郪江岸邊，成為旅遊景點。2015年，開始進行船體組裝，投資方表示：「鐵達尼號是一艘偉大的船，我們復活它，按1:1原型建造，不僅僅是為了紀念，更為了讓更多的人們知道，當年的鐵達尼號在沉沒時所表現出的人類大愛精神，並且進行傳承」。根據總體安排，該船預計使用的鋼材達5萬噸，超過航空母艦的用量。該船將重建原有的許多特徵，包括餐廳、頭等艙、二等艙、三等艙、游泳池以及原船發動機的複製品；還會增加不在原船上的新功能，包括舞廳和電影院，但该复制品截至2023年仍未完工。